# Ford Ranger
Ford Ranger – samochód osobowy typu pickup klasy średniej produkowany pod amerykańską marką Ford od 1982 roku. Od 2022 roku produkowana jest szósta generacja modelu.

## Pierwsza generacja

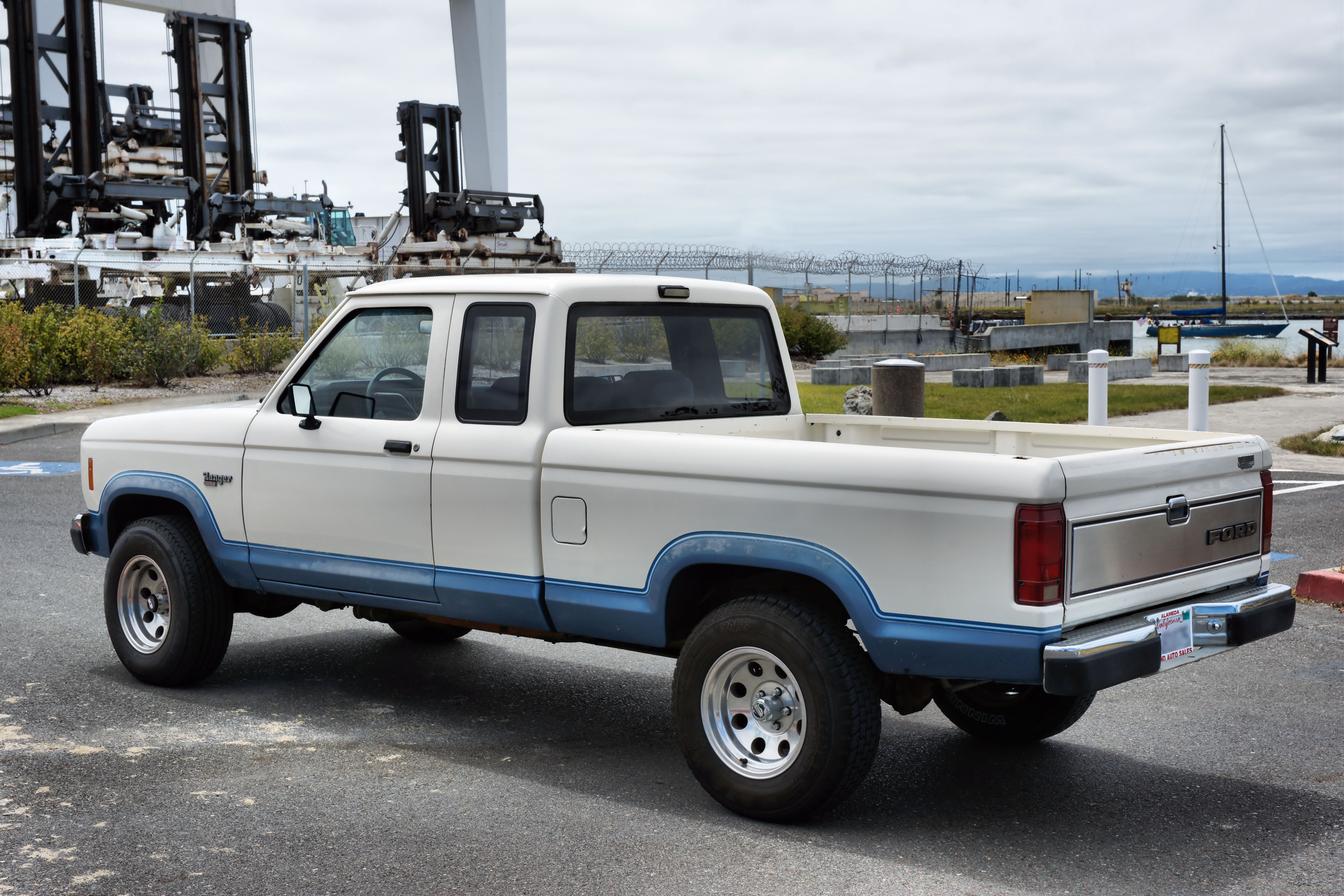
Ford Ranger I – tył

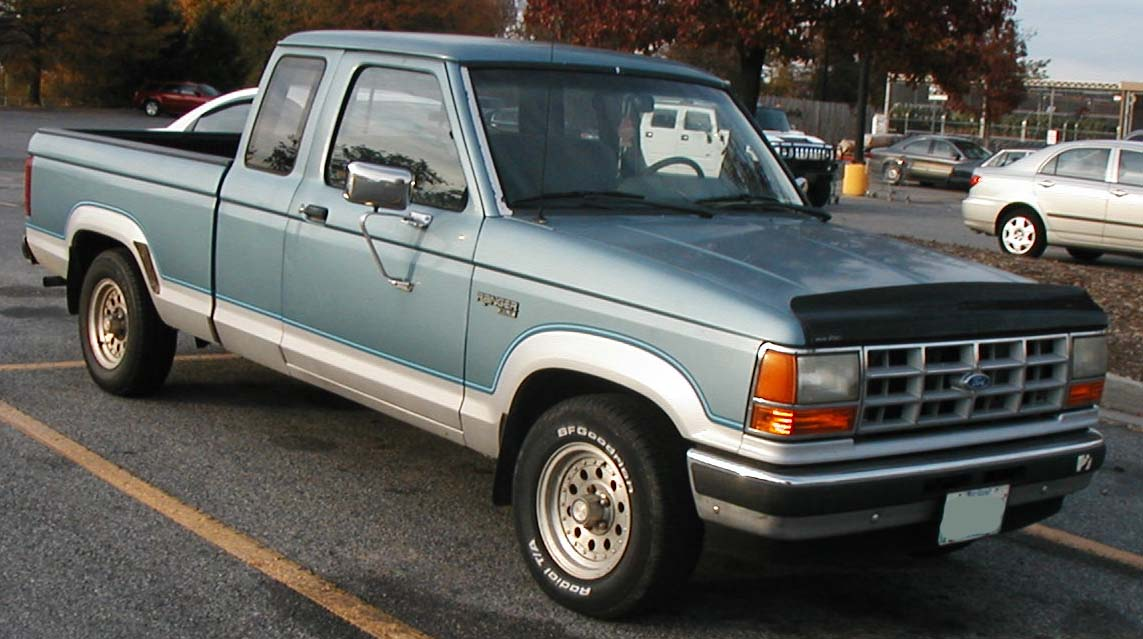
Ford Ranger I po liftingu

Ford Ranger I został zaprezentowany po raz pierwszy w 1982 roku.
Średniej wielkości pickup o nazwie Ranger po raz pierwszy został opracowany wyłącznie z myślą o rynku Ameryki Północnej, trafiając na rynek na początku lat 80. Pojazd powstał jako odpowiedź na zapotrzebowanie rynkowe wygenerowane przez konkurencyjne General Motors, które w podobnym okresie wprowadziło do sprzedaży podobnej wielkości model Chevrolet S-10.
Ranger I uplasował się w północnoamerykańskiej ofercie Forda jako tańsza i mniejsza alternatywa dla modelu F-Series, zyskując charakterystyczne, kanciaste proporcje nadwozia. Podobnie jak w przypadku pokrewnego SUV-a Bronco II, pas przedni przyozdobiła prostokątna atrapa chłodnicy o strukturze kratownicy.

### Lifting
W 1989 roku Ranger I przeszedł gruntowną modernizację, w ramach której samochód otrzymał zupełnie nowy wygląd pasa przedniego. Pojawiły się duże kanciaste reflektory, większa chromowana atrapa chłodnicy i inny wygląd zewnętrznych zderzaków. Modernizacja objęła także SUV-a zbudowanego na bazie Rangera – model Bronco II.

### Wersje wyposażenia
- S
- Sport
- Custom
- XLT
- STX

### Silniki
Benzynowe:
- L4 2.0L 73 KM
- L4 2.0L 90–100 KM
- V6 2.8L 115 KM
- V6 2.9L 140 KM
- V6 3.0L 140 KM
- V6 4.0L 160 KM

Wysokoprężne:
- L4 2.2L 59 KM
- L4 2.3L 86 KM

## Druga generacja

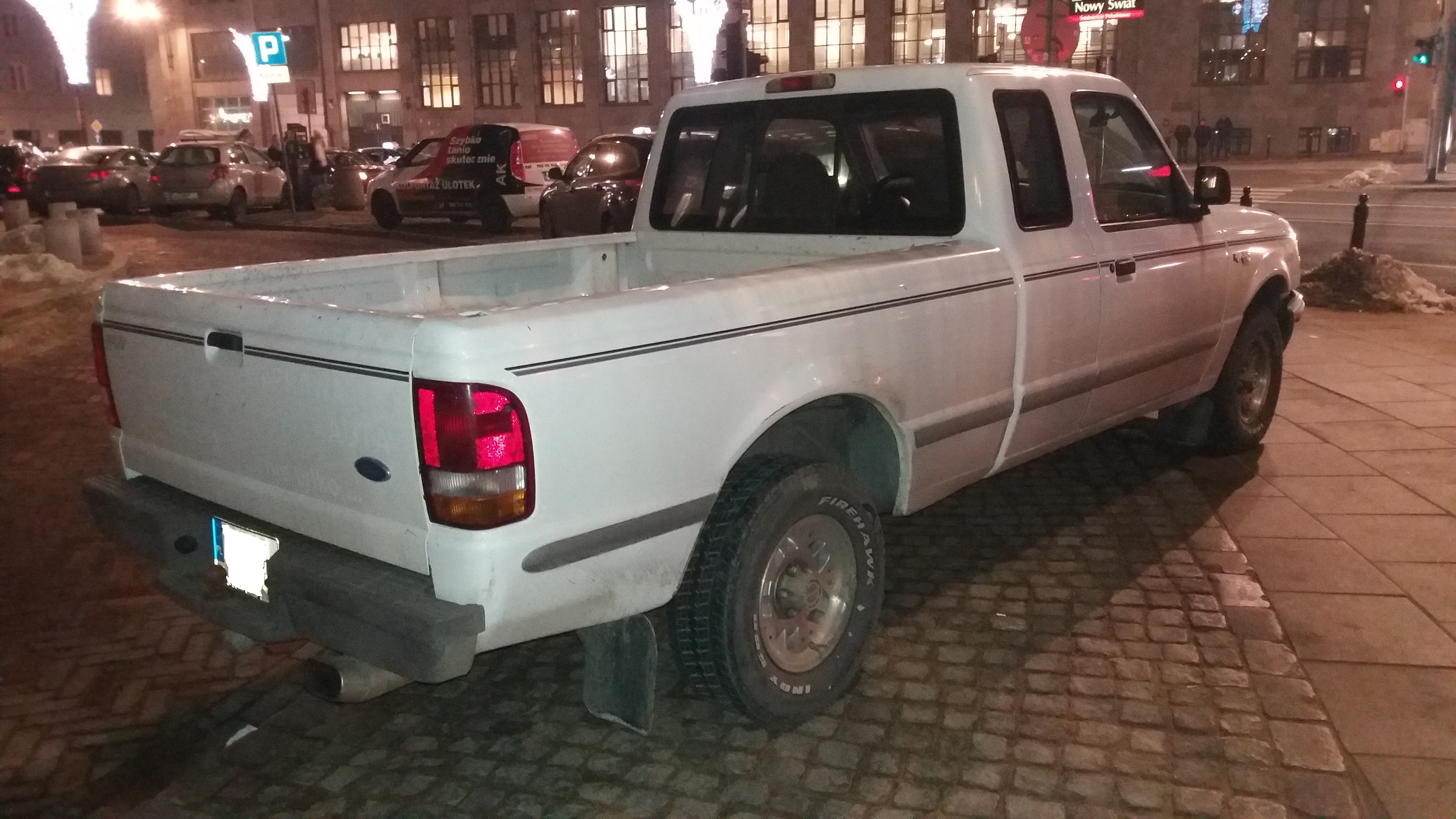
Ford Ranger II – tył

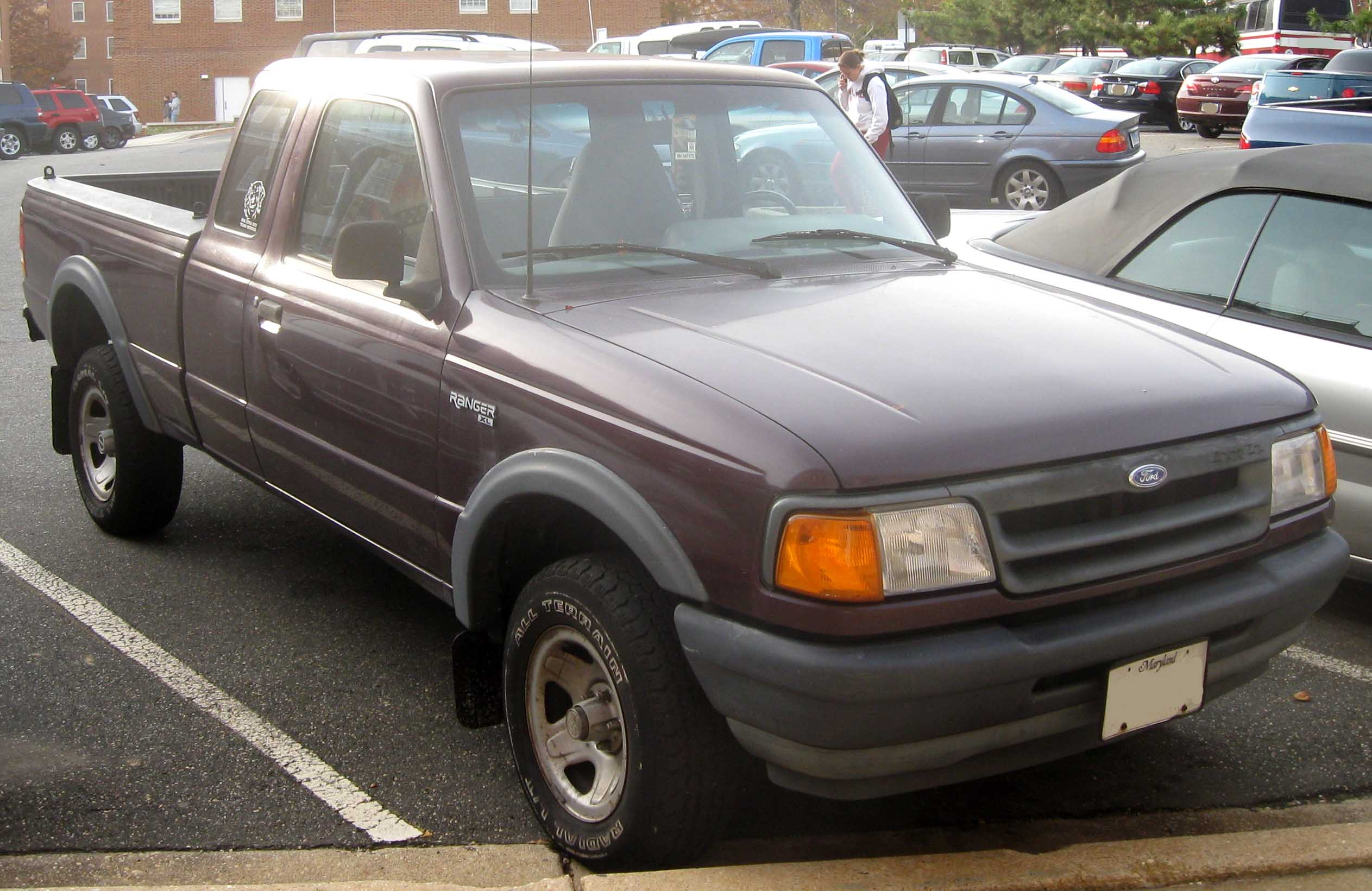
Ford Ranger II XL Sport

Ford Ranger II został zaprezentowany po raz pierwszy w 1992 roku.
Zupełnie nowe, drugie wcielenie Rangera powstało na nowej platformie koncernu Forda. Przełożyło się to na większe nadwozie i rozstaw osi, a także obszerniejsze wnętrze i większą przestrzeń towarową. Gruntownie zmodernizowano wystrój kabiny pasażerskiej, zamontowano bardziej komfortowe fotele, poprawiono poziom wykończenia kokpitu i wyciszenie wnętrza. Gamę nadwoziową ponownie utworzyły warianty z długą lub pojedynczą kabiną pasażerską.
Pod kątem stylistyki samochód zyskał bardziej krągłe, a zarazem masywniejsze proporcje nadwozia. Wyróżniał się odtąd wyraźnie zarysowanymi nadkolami, a także masywnymi reflektorami płynnie wkomponowanymi w dużą atrapę chłodnicy podobną do innych konstrukcji Forda w latach 90. XX wieku. W zależności od wariantu wyposażenia, Ranger mógł wyróżniać się chromowaną, lub pokrytą szarym tworzywem atrapą chłodnicy z logiem umieszczonym centralnie lub w górnej poprzeczce.
Kabina pasażerska wyróżniła się stosunkowo wysoką pozycją za kierownicą, z miękkimi fotelami pokrytymi materiałową tapicerką. Pojazd zaprojektowano pod kątem optymalnej widoczności, nadając słupkom w polu widzenia kierowcy cienki kształt, a także montując relatywnie rozległe lusterka.

### Wersje wyposażenia
- XL
- XL Sport
- XLT
- STX

### Silniki
- L4 2.0L 98 KM
- V6 3.0L 140 KM
- V6 4.0L 160 KM

## Trzecia generacja

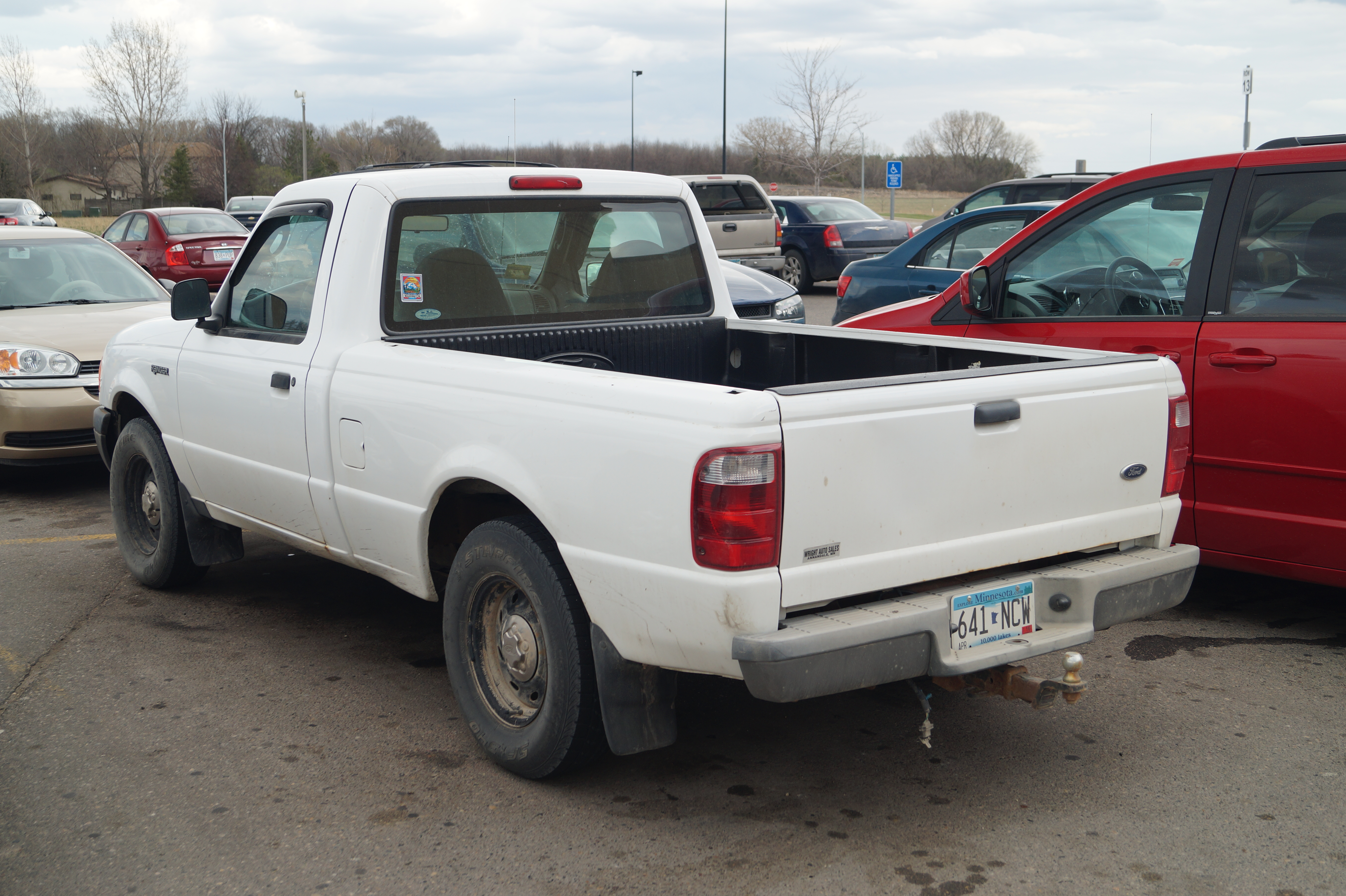
Ford Ranger II – tył

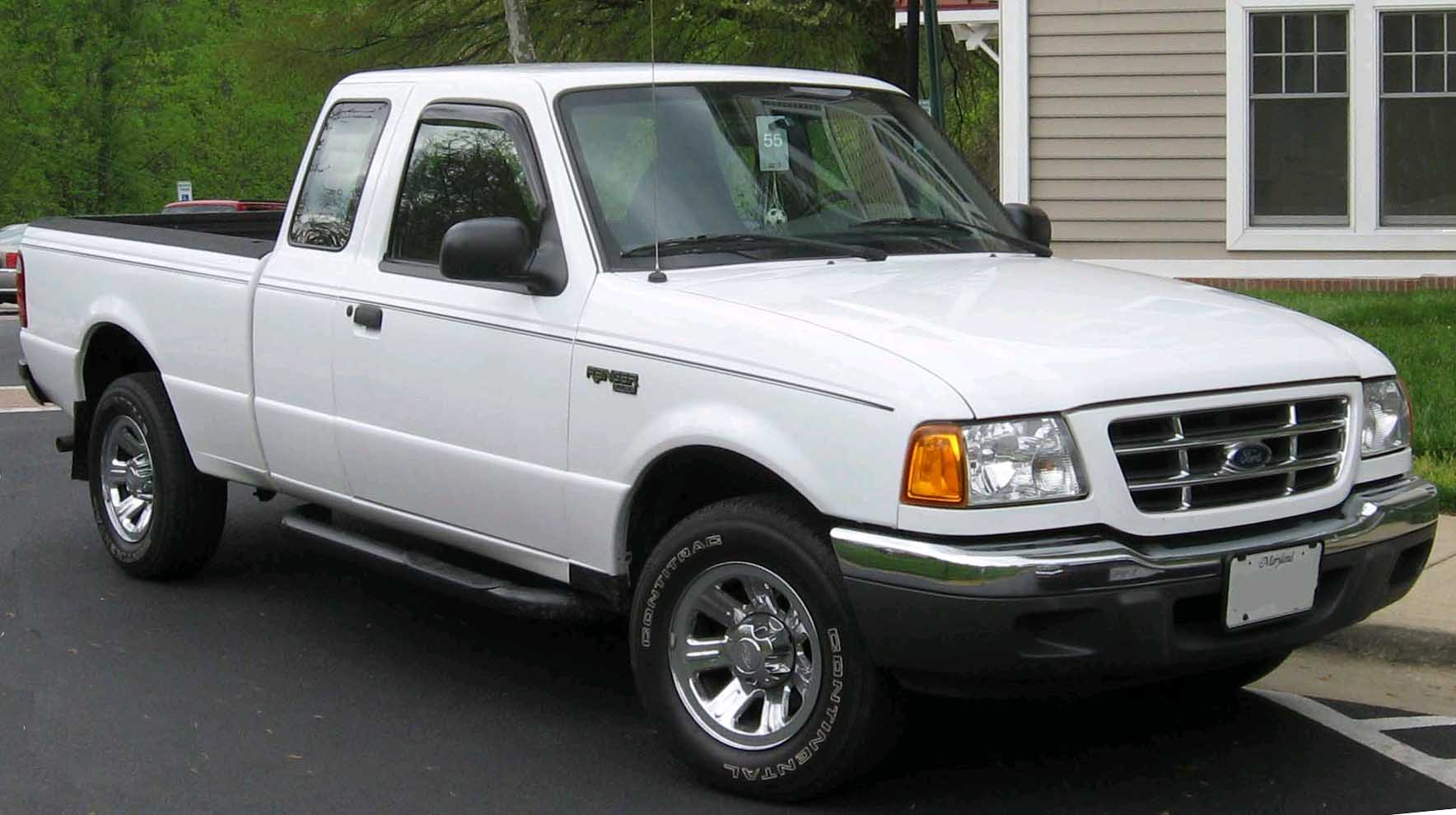
Ford Ranger II po liftingu

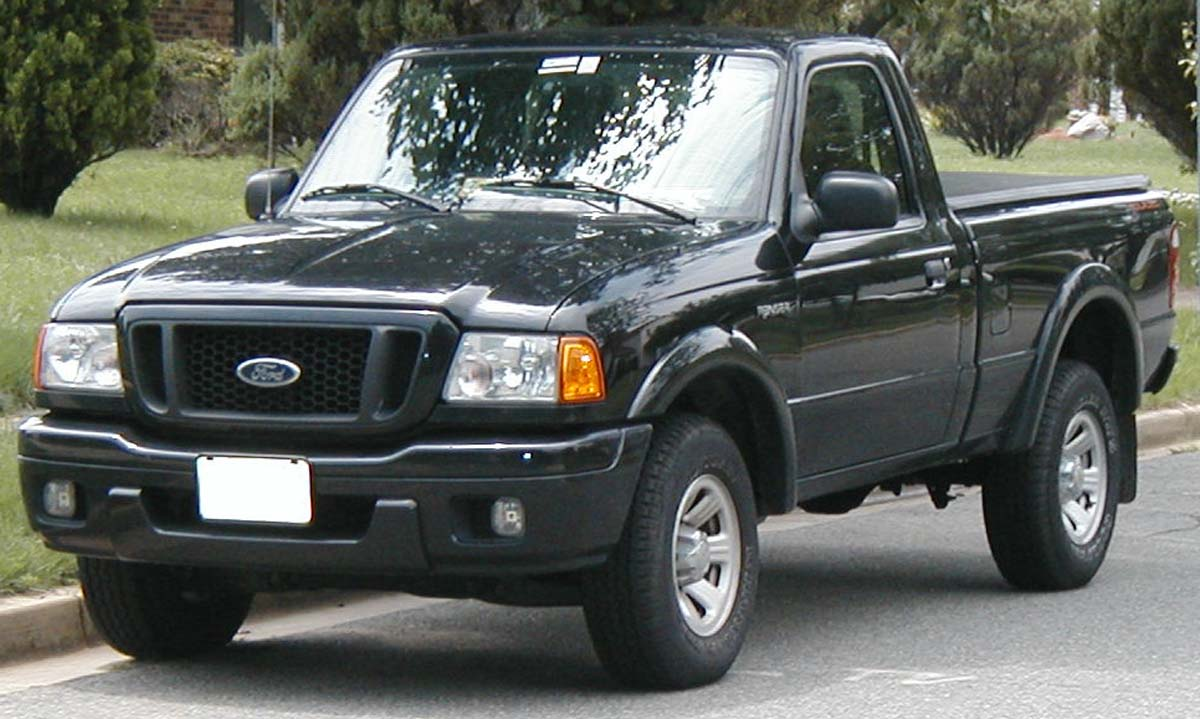
Ford Ranger II po drugim liftingu

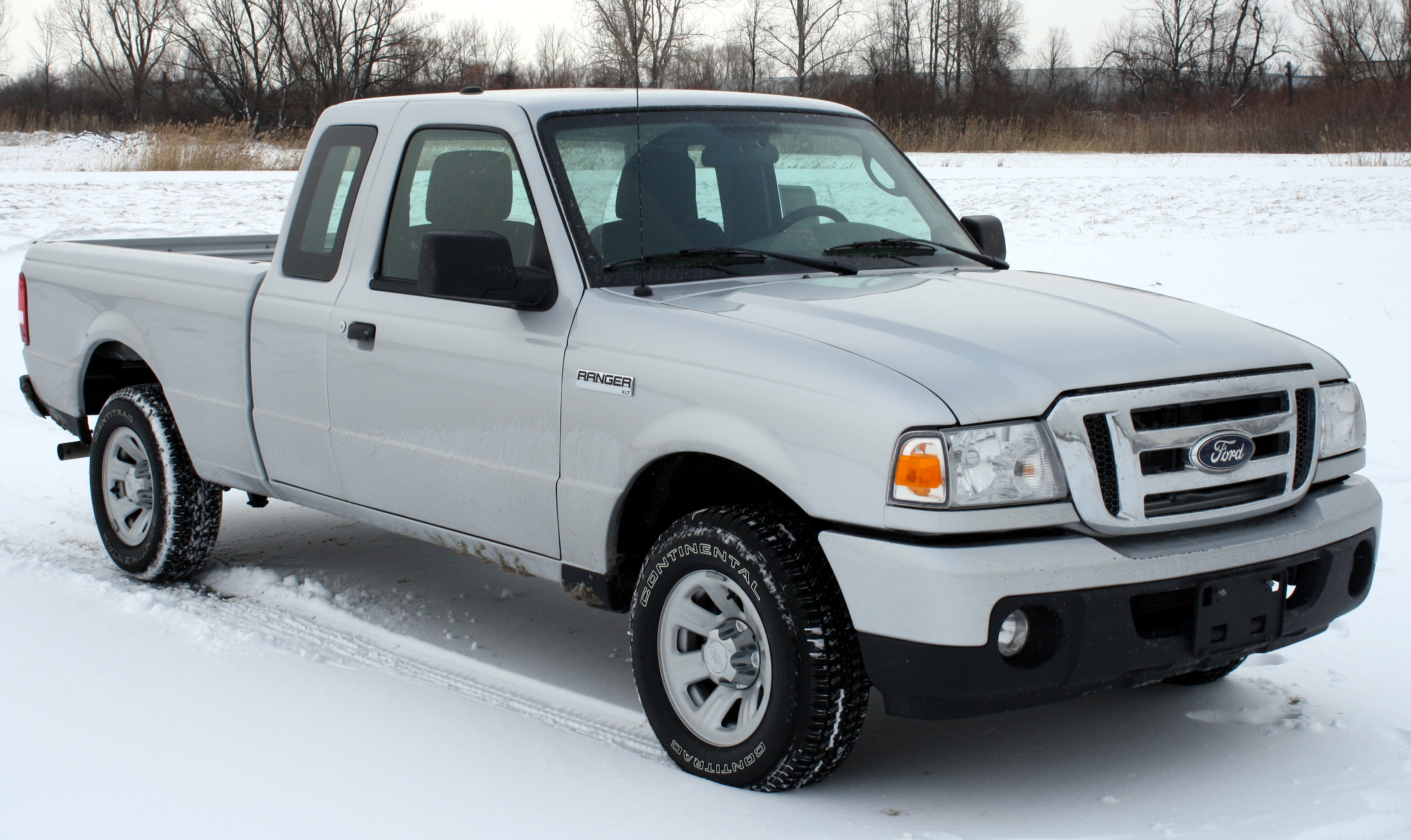
Ford Ranger II po trzecim liftingu

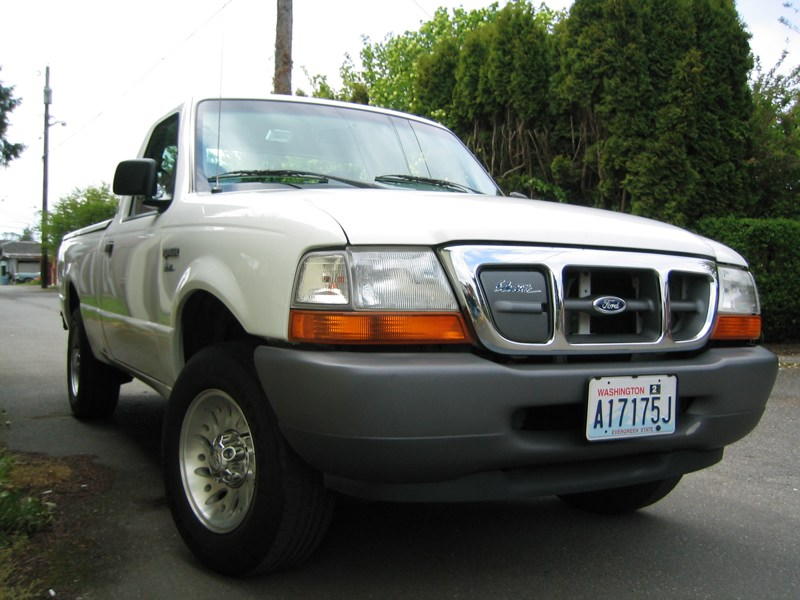
Ford Ranger EV

Ford Ranger III został zaprezentowany po raz pierwszy w 1997 roku.
W przypadku trzeciej generacji Rangera Ford zdecydował się zastosować swoją powszechnie stosowaną praktykę, w ramach której dotychczas produkowana wersja została jedynie obszernie zmodernizowana pod kątem wizualnym, jak i technicznym. Niewielkie zmiany były podyktowane dużym sukcesem rynkowym Rangera, odzwierciedlającym powodzenie dotychczasowej konwencji, jaką zastosował producent.
W porównaniu do poprzednika pojawił się zupełnie nowy przedni pas, gdzie zamontowano większe reflektory, nową atrapę chłodnicy oraz inny zderzak i przeprojektowany kształt tylnych lamp. Zamontowano też nowy kokpit z przemodelowanym układem wskaźników i nowszym projektem konsoli centralnej, a także odświeżono gamę jednostek napędowych oraz dostępnych przekładni biegów.

### Ranger EV
W 1998 roku na bazie Rangera drugiej generacji opracowany został pierwszy produkcyjny samochód elektryczny w historii Forda, model Ford Ranger EV. Podobnie jak pierwsza generacja Rangera, tak i pomysł na elektrycznego małego pickupa Forda był ruchem odpowiadającym na istniejącą już, konkurencyjną konstrukcję Chevrolet S-10 EV. Pod kątem wizualnym odróżnił się on jedynie zaślepkami w miejscu atrapy chłodnicy wraz z gniazdkiem przy prawej krawędzi, z kolei największe różnice pojazd przeszedł pod kątem napędu.
Elektryczny Ranger napędzany był akumulatorem kwasowo-ołowiowym, który w pierwszych miesiącach produkcji wyróżniał się pojemnością 22 kWh i maksymalnym zasięgiem 105 kilometrów. W 1999 roku zwiększono jego pojemność do 26 kWh, co pozwoliło na zasięg do 132 kilometrów. Podczas trwającej 4 lata produkcji Forda Rangera EV powstało ok. 1700 sztuk pojazdu, a ostatnie sztuki wyprodukowano w 2002 roku.

### Restylizacje
W 2000 roku Ford zdecydował się na przeprowadzenie rozległej modernizacji Rangera II, w ramach której samochód zyskał gruntownie zmodyfikowany pas przedni. Pojawiły się inne, wyraźnie mniejsze reflektory, zmodyfikowane wkłady tylnych świateł, a także większa atrapa chłodnicy i zmodyfikowany kształt zderzaków, które odtąd były opcjonalnie malowane w kolorze nadwozia.
W 2005 roku Ford zdecydował się po raz drugi zmodernizować Rangera, jednak zakres zmian okazał się tym razem wyraźnie skromniejszy. Zmodyfikowano jedynie kształt zderzaków i wkład atrapy chłodnicy, a także zmodernizowano wygląd kokpitu i wystrój wnętrza.
W ramach trzeciego i zarazem ostatniego w historii drugiej generacji Rangera modernizacji w 2007 roku, Ford ponownie odświeżył kształt atrapy chłodnicy, zderzaków, a także lamp i deski rozdzielczej. Samochód pod taką postacią pozostał w produkcji do końca 2011 roku, kiedy to jednocześnie zakończyły się blisko 20-letnie dzieje tej konstrukcji. W Ameryce Południowej samochód został wycofany dwa lata wcześniej – w 2009 roku.

### Wersje wyposażenia
- XL
- XLT
- STX
- FX4
- Tremor

### Silniki
- L4 2.0L 98 KM
- L4 2.3L 143 KM
- V6 3.0L 145 KM
- V6 4.0L 160 KM
- V6 4.0L 207 KM

### Wersja globalna

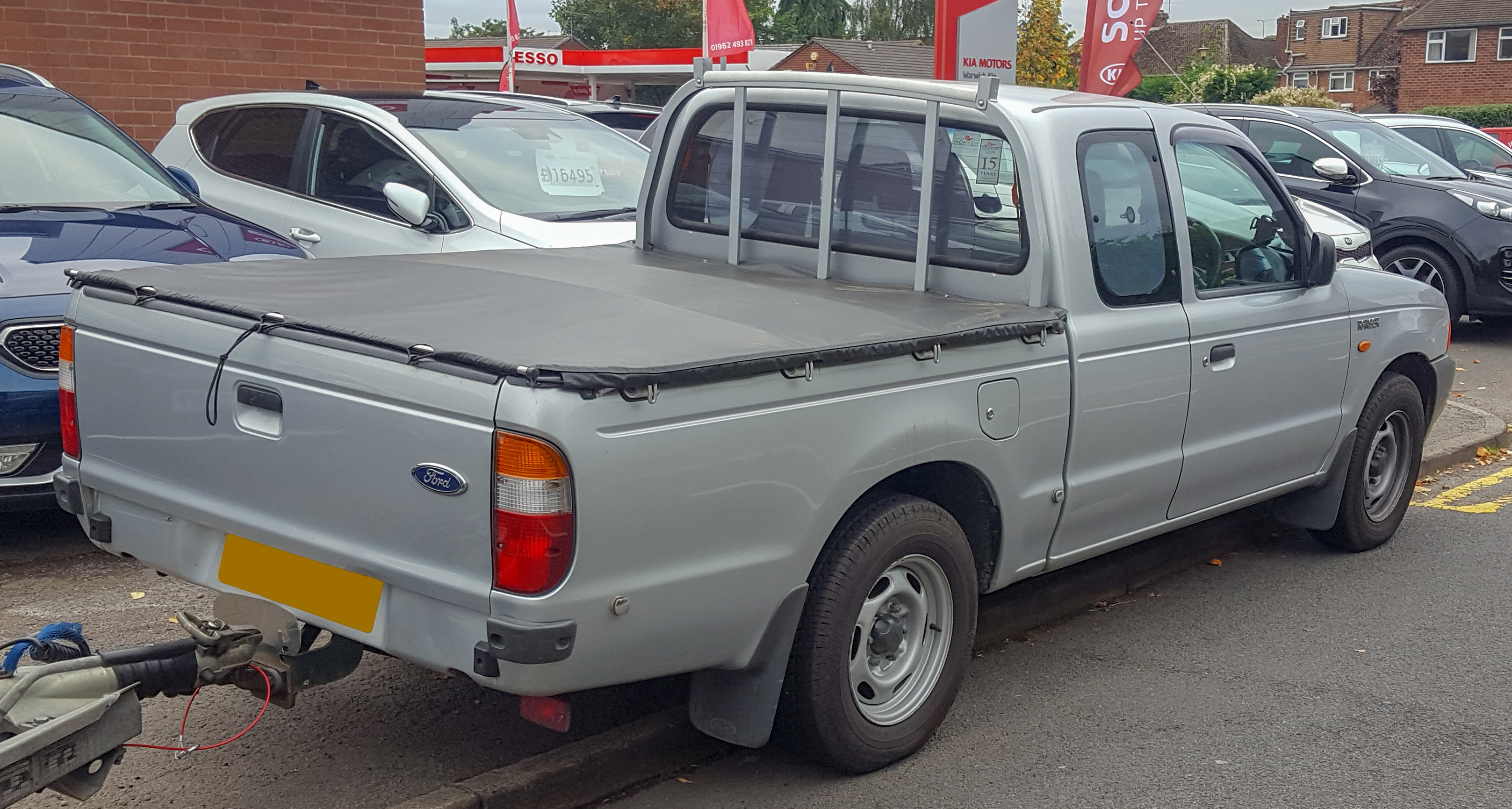
Ford Ranger III – tył

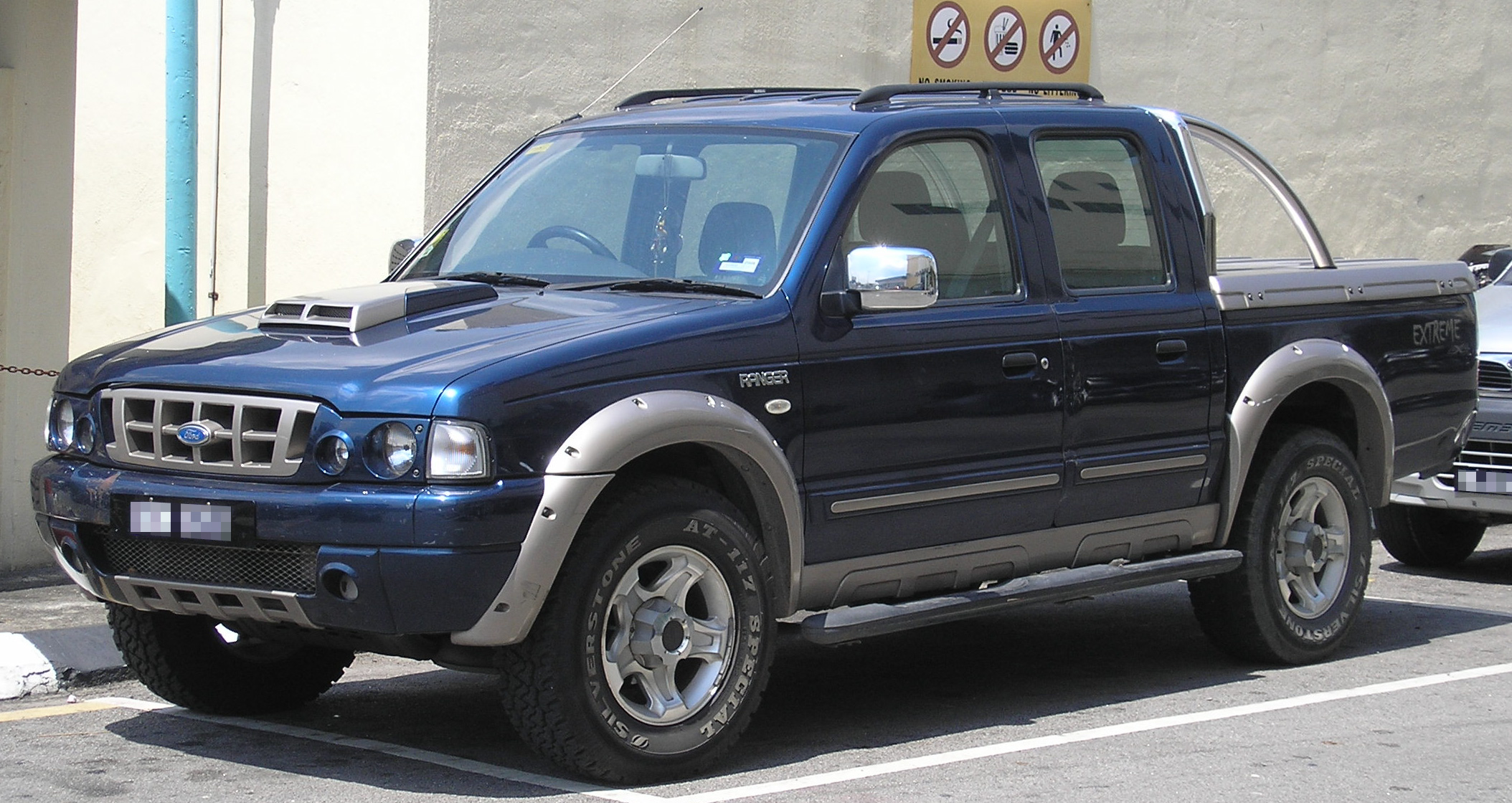
Ford Ranger III Extreme

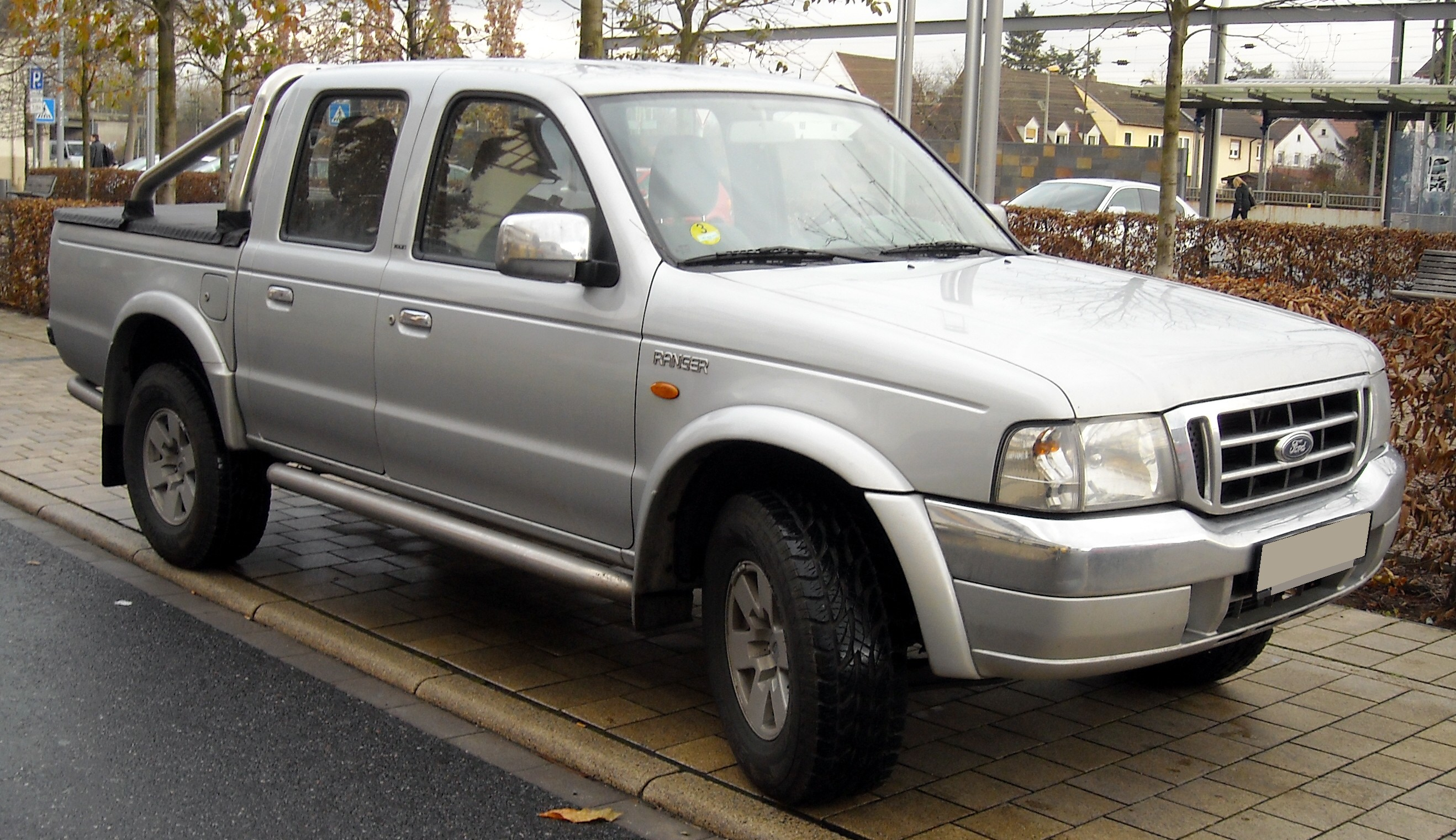
Ford Ranger III po liftingu

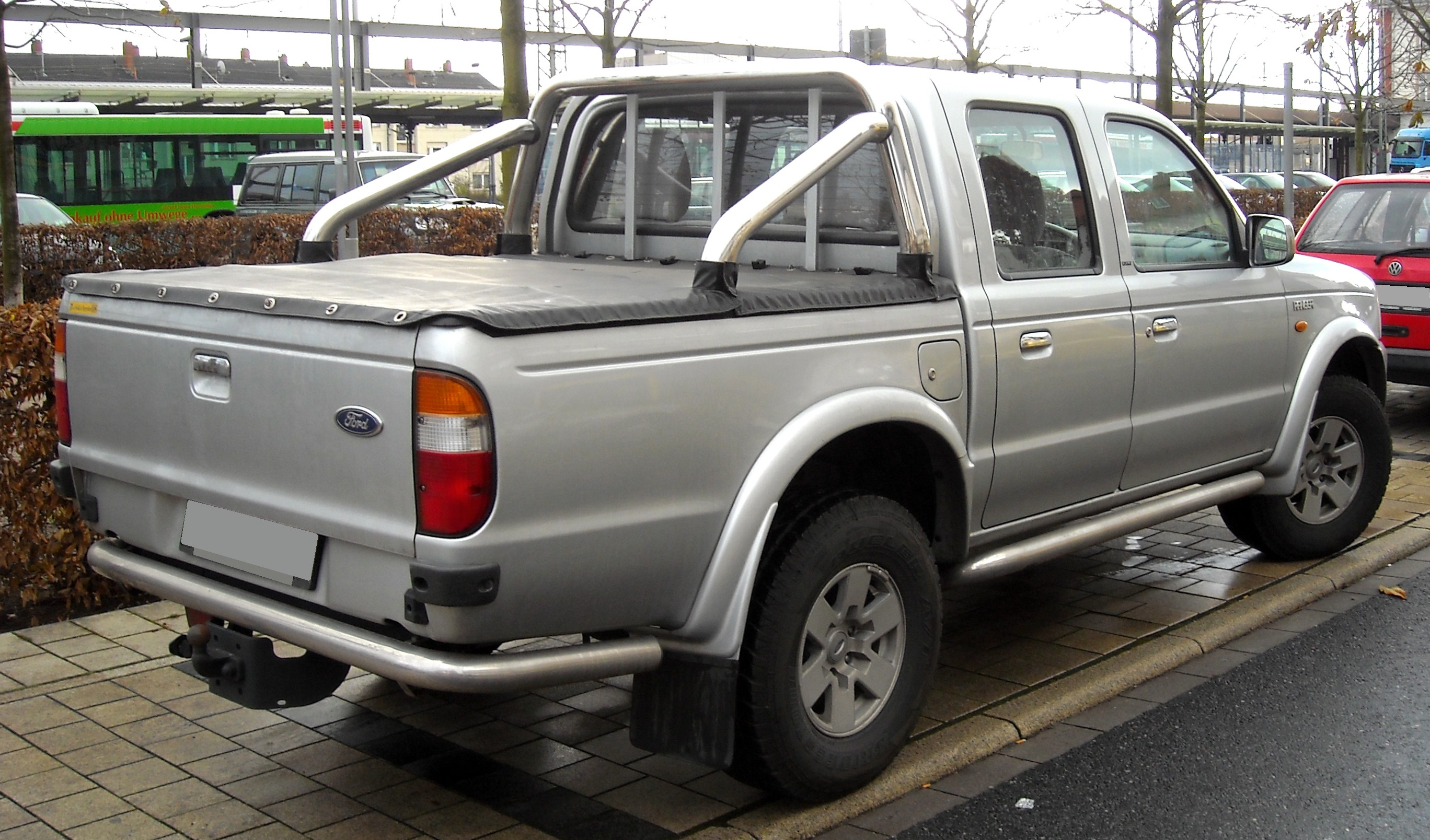
Ford Ranger III - tył po liftingu

Ford Ranger III został zaprezentowany po raz pierwszy w 1998 roku.
Podczas targów motoryzacyjnych w Barcelonie Ford po raz pierwszy od momentu wprowadzenia do użytku w 1982 roku zdecydował się zastosować nazwę Ranger także poza Ameryką Północną i Południową. Drugi model o takiej nazwie powstał jako konstrukcja dla rynków globalnych.
Międzynarodowy wariant Forda Rangera przyjął jednak zupełnie inną postać, będąc mniejszym i niepowiązanym konstrukcyjnie pickupem bliższym proporcjom i koncepcji konkurencji japońskiej. W czasie, gdy amerykański Ranger był konstrukcją opracowaną w Stanach Zjednoczonych, tak globalny wariant był konstrukcją japońskiej Mazdy, którą Ford zapożyczył jako bliźniaczy wariant modelu B-Series.
Model oferowany był w odmianach Single Cab, King Cab i Regular Cab. Pod kątem wizualnym w pierwszych latach produkcji wyróżniał się wąskimi reflektorami, a także dominującą pas przedni wyraźnie zarysowaną atrapą chłodnicy.
Wśród dostępnych jednostek napędowych znalazły się zarówno silniki benzynowe i wysokoprężne, z czego na rynku europejskim Ford ograniczył linię jedynie do 2,5-litrowego turbodiesla dostępnego w dwóch wariantach mocy: 79 lub 110 KM, po 2002 roku słabszy wzmacniając do 85 KM.

### Lifting
Globalny Ford Ranger w 2003 roku przeszedł obszerną restylizację, która przyniosła głównie inny wygląd pasa przedniego. Pojazd zyskał większe i obszerniejsze powierzchniowo reflektory, a także charakterystyczną, dużą chromowaną atrapę chłodnicy. Przemodelowano też zderzaki oraz wystrój kabiny pasażerskiej.

### Sprzedaż
Pojazd ten był pierwszym pickupem Forda przeznaczonym na rynki europejskie. Dostępność pojazdu była jednak ograniczona, nie obejmując np. Polski, a koncentrując się na regionie Europy Zachodniej. Samochód oferowano także na licznych rynkach Azji Wschodniej i Centralnej, w krajach Afryki, a także Australii i Nowej Zelandii razem z tańszym, użytkowym wariantem pod nazwą Courier.

### Silniki
Benzynowe:
- L4 2.2L F2
- L4 2.6L G6E

Wysokoprężne:
- L4 2.5L WL
- L4 2.5L WL-T
- L4 2.9L W9

## Czwarta generacja

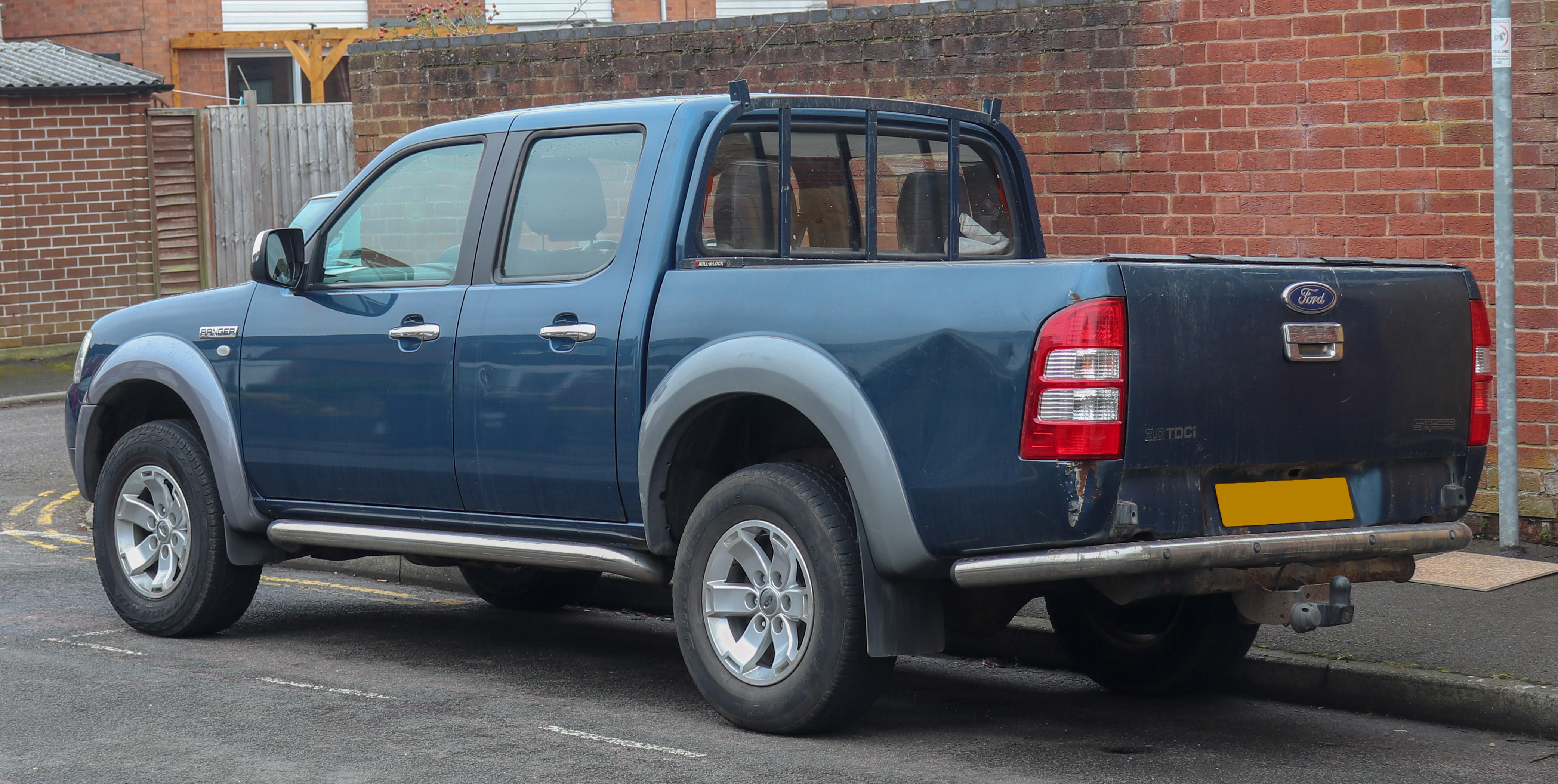
Ford Ranger IV – tył

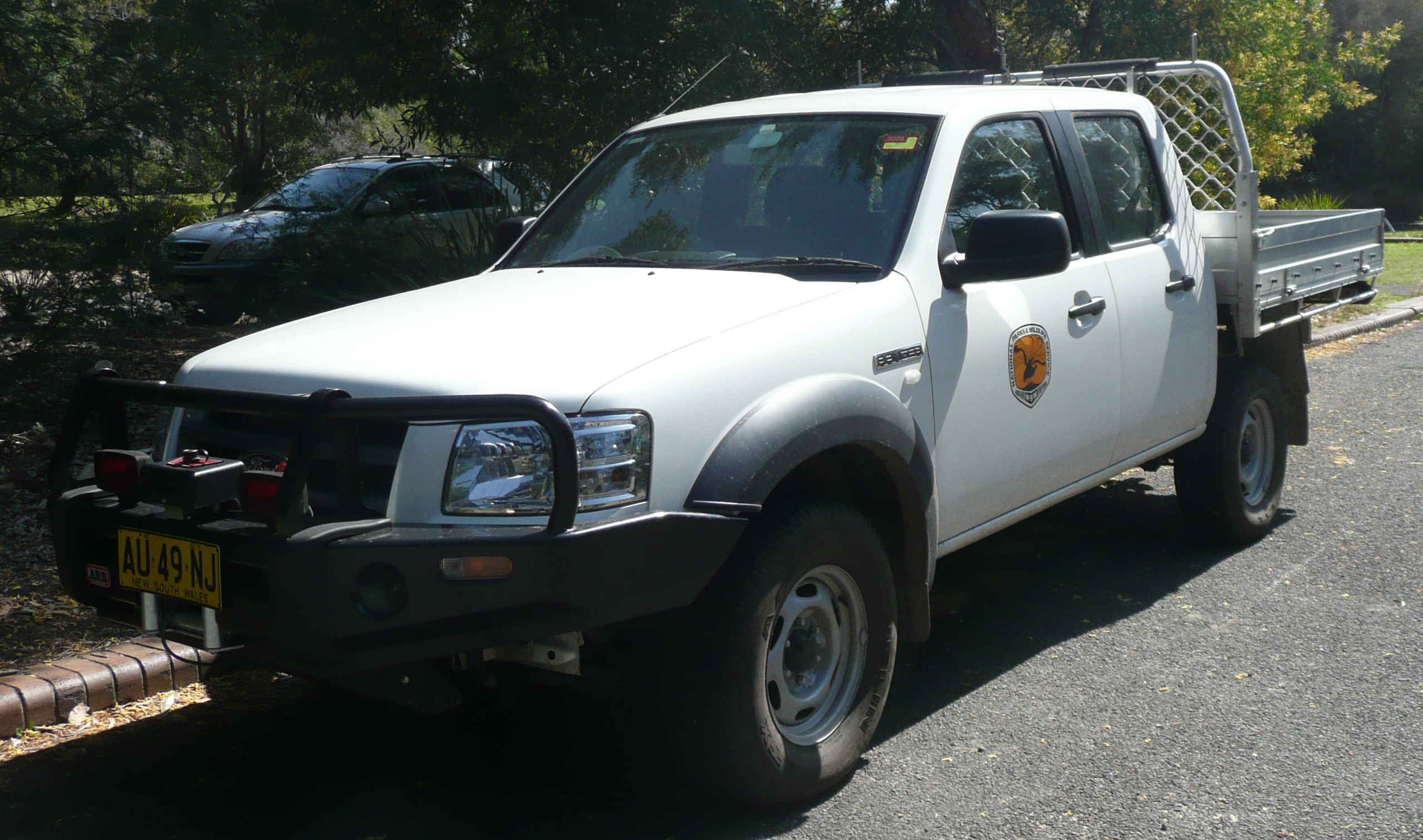
Ford Ranger IV Chassis Cab

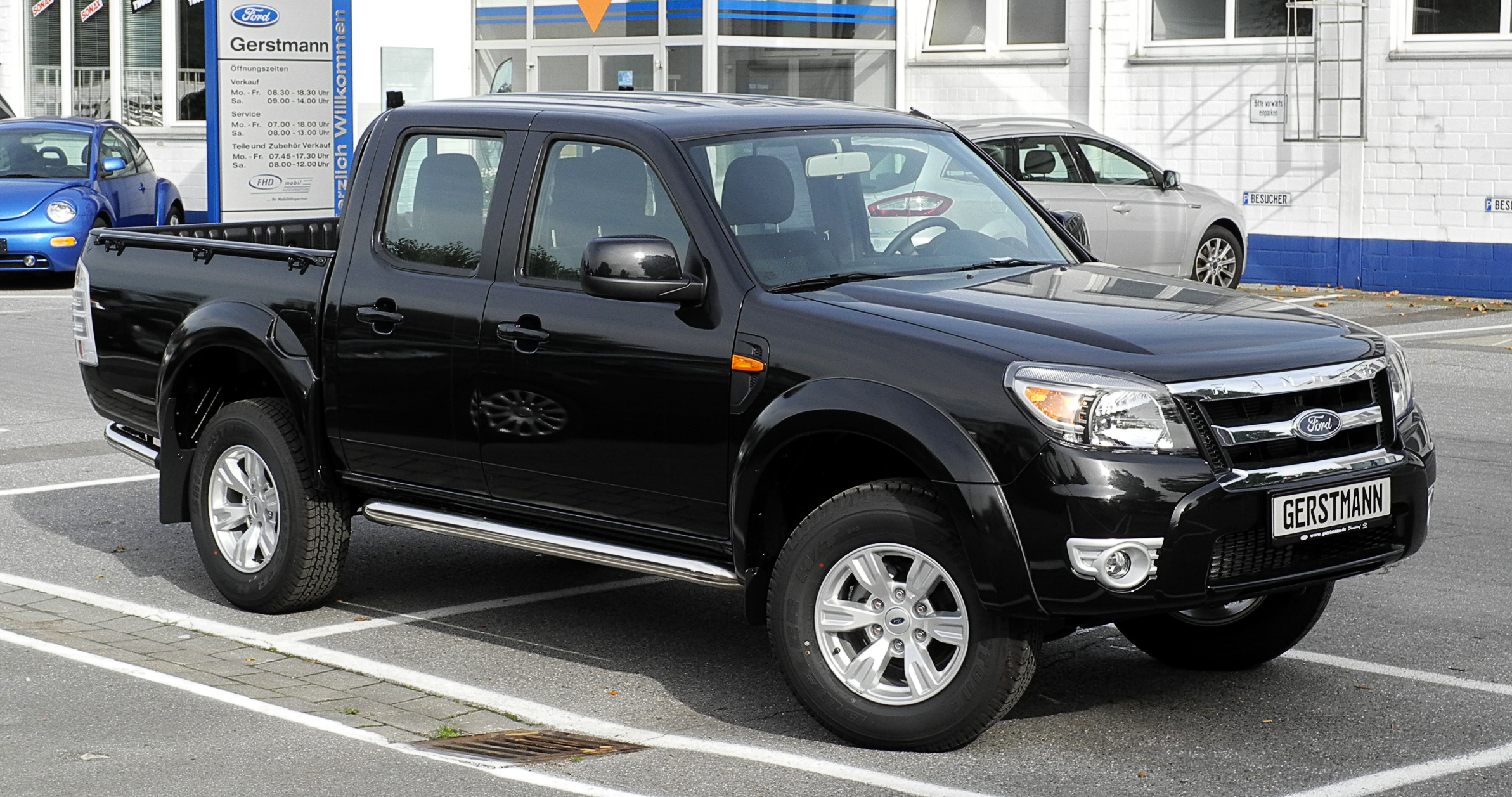
Ford Ranger IV po liftingu

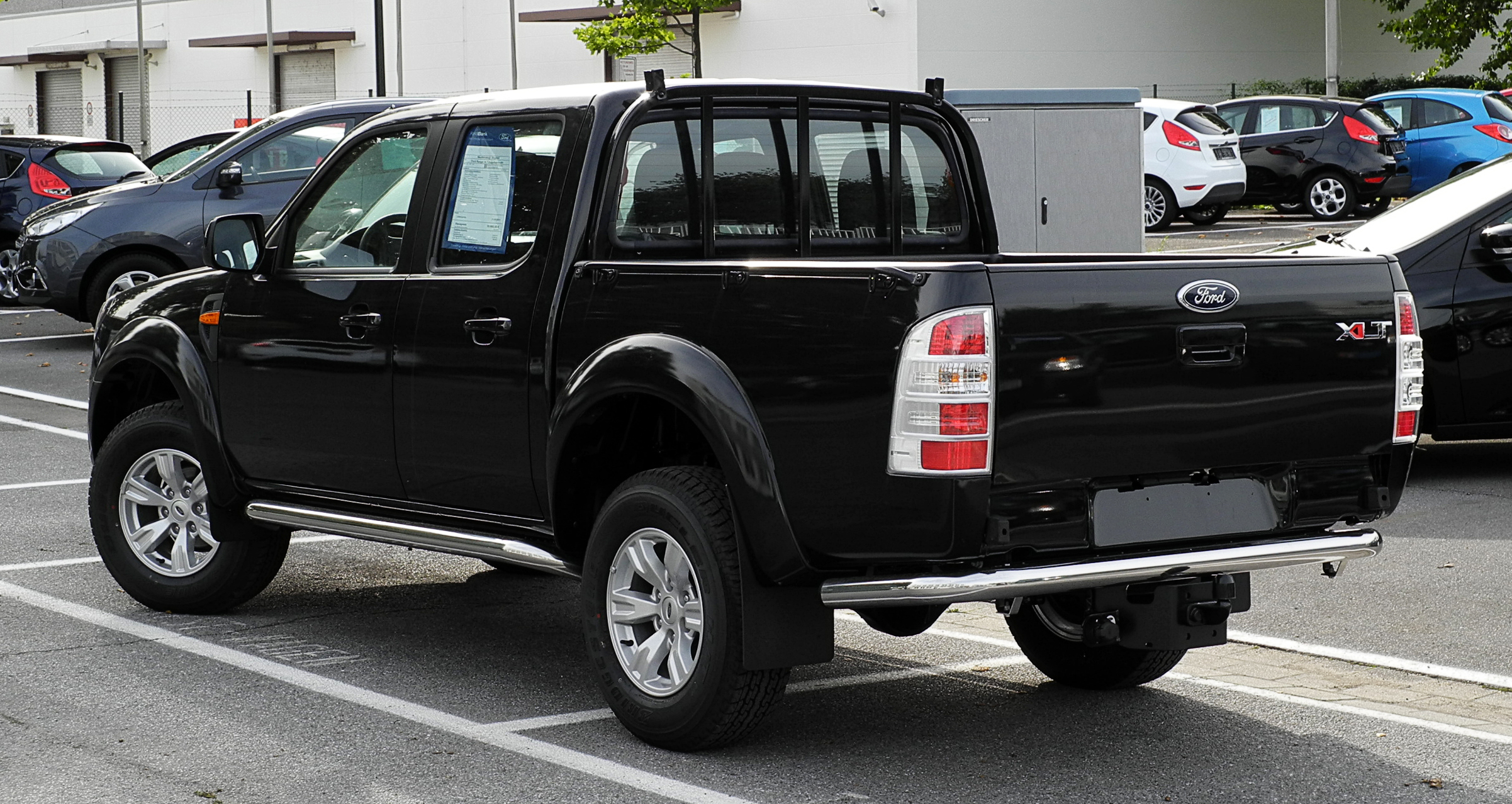
Ford Ranger IV – tył po liftingu

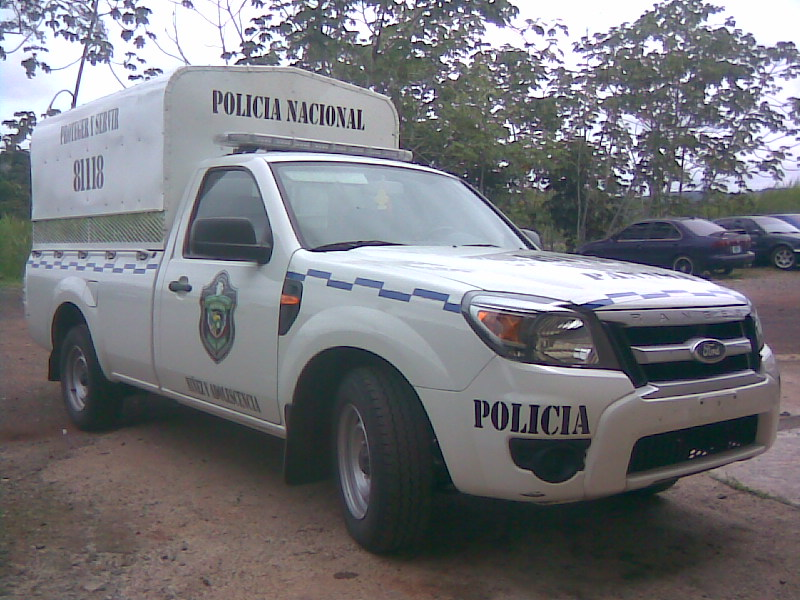
Ford Ranger IV panamskiej policji

Ford Ranger IV został zaprezentowany po raz pierwszy w 2005 roku.
Zupełnie nowe wcielenie Rangera na rynki światowe przeszło obszerne modyfikacje wizualne, zyskując bardziej kanciaste kształty, a także znacznie mocniejsze jednostki napędowe oraz lepsze parametry transportowe pod kątem większej ładowności oraz wyższego uciągu. Za projekt stylistyczny nowego Rangera odpowiedzialny był szef studia projektowego Forda z regionu Azji i Pacyfiku, Paul Gibson.
Globalny Ranger nowej generacji ponownie został zbudowany w ramach ścisłej współpracy z japońską Mazdą, będąc bliźniaczą konstrukcją analogicznej konstrukcji tym razem noszącej nazwę BT-50. Nowa platforma przyniosła zmiany pod kątem komfortu jazdy, jak i przestronności w kabinie pasażerskiej.
Podobnie jak konkurencyjne konstrukcje Toyoty czy Nissana, Ford Ranger poza odmianami Single Cab, King Cab i Single Cab oferowany był w obniżonej i bardziej użytkowej odmianie Cargo. Europejska organizacja badania bezpieczeństwa pojazdów Euro NCAP przyznała Rangerowi za ochronę pasażerów dwie gwiazdki w pięciogwiazdkowej skali.
W 2013 roku Ford przygotował dwa modele Rangera specjalnie na Rajd Dakar. Auta przygotowane na Rajd Dakar bazują na wariancie 4×4 Double Cab, posiadają w pełni kompozytowe nadwozia i pod maską skrywają 5,0-litrowe jednostki V8 generujące 350 KM przy 4500 obr./min oraz 560 Nm momentu obrotowego, który dostępny jest przy 4100 obr./min.

### Lifting
W lutym 2009 roku Ford przeprowadził gruntowny lifting nadwozia Rangera. Zmieniono całkowicie pas przedni, gdzie pojawiły się nowe, wyżej osadzone zaokrąglone reflektory z ciemnymi wkładami, a także duży chromowany grill z szeroko rozstawionymi poprzeczkami i inaczej ukształtowany zderzak.
Ponadto, przemodelowano też klosze tylnych lamp, które stały się dłuższe i otrzymały srebrne, zamiast czerwonych wkładów. Modernizacja poprzestała na przeprojektowanej kabinie pasażerskiej, której bogatsze standardowe wyposażenie po raz pierwszy objęło system umożliwiający odtwarzanie plików MP3. Po raz pierwszy gamę wariantów wyposażeniowych poszerzył topowy, najobszerniej zmodyfikowany Wildtrak.

### Sprzedaż
Podobnie jak poprzednik, zbudowany z Mazdą Ranger był konstrukcją zbudowaną z myślą o rynkach globalnych, na czele z regionem Azji Wschodniej, Afryki i Australii. Samochód oferowany był na znacznie szerszej liczbie rynków europejskich niż dotychczas, trafiając po raz pierwszy do oficjalnej oferty Forda w Polsce. Zakres wariantów wyposażeniowych i odmian nadwoziowych ściśle różnił się w zależności od rynku zbytu – np. niżej osadzone odmiany z mniejszym prześwitem i opcjonalną możliwością zabudowy podwozia, tzw. chassis cab oferowane były jedynie na rynkach regionu Azji i Pacyfiku.

### Wersje wyposażeniowe
- XL
- XLT
- Limited
- Wildtrak

### Silniki
- L4 2.5l MZR-CD
- L4 3.0l MZR-CD

### Wersja argentyńska

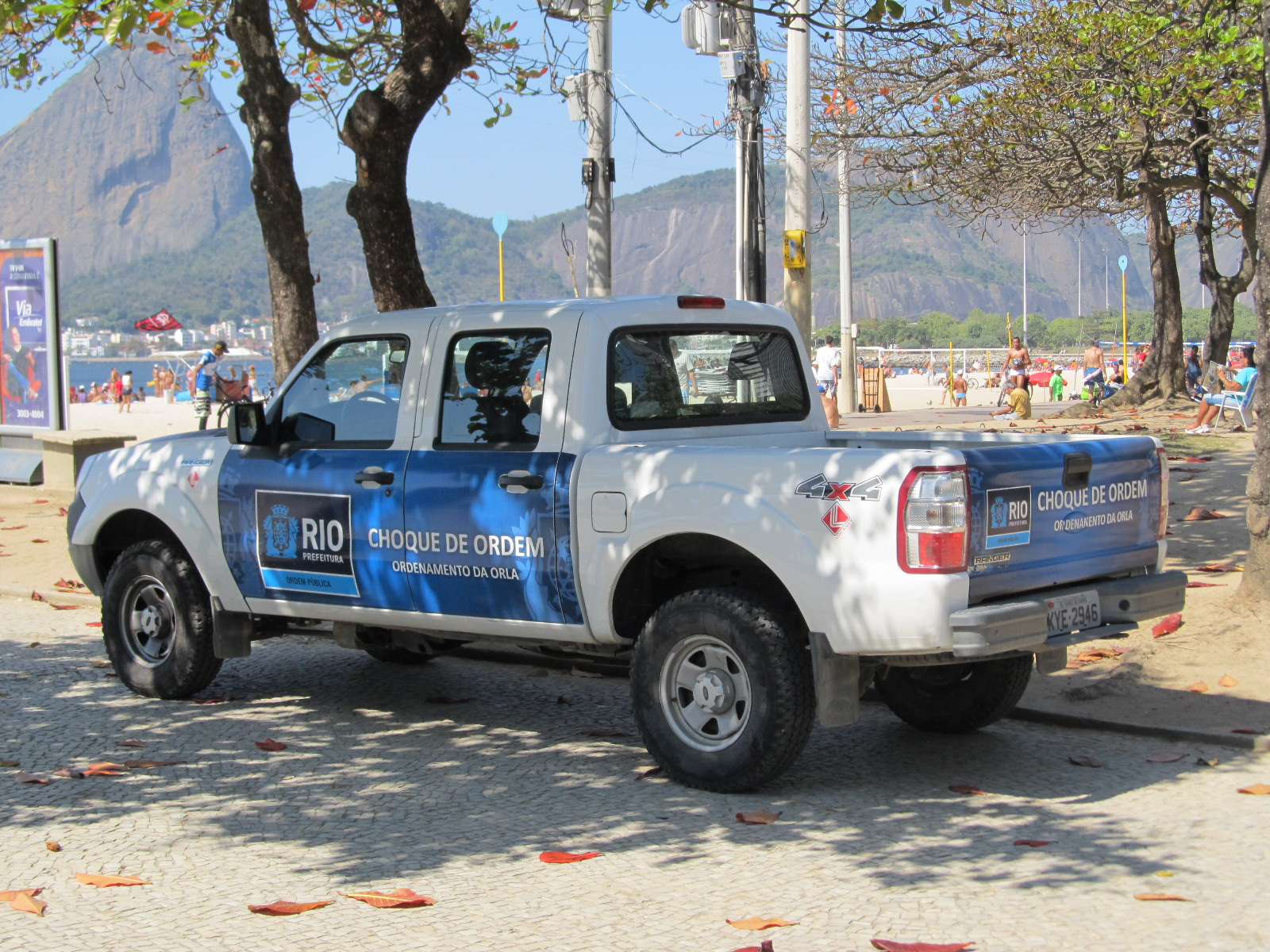
Ford Ranger IV – tył

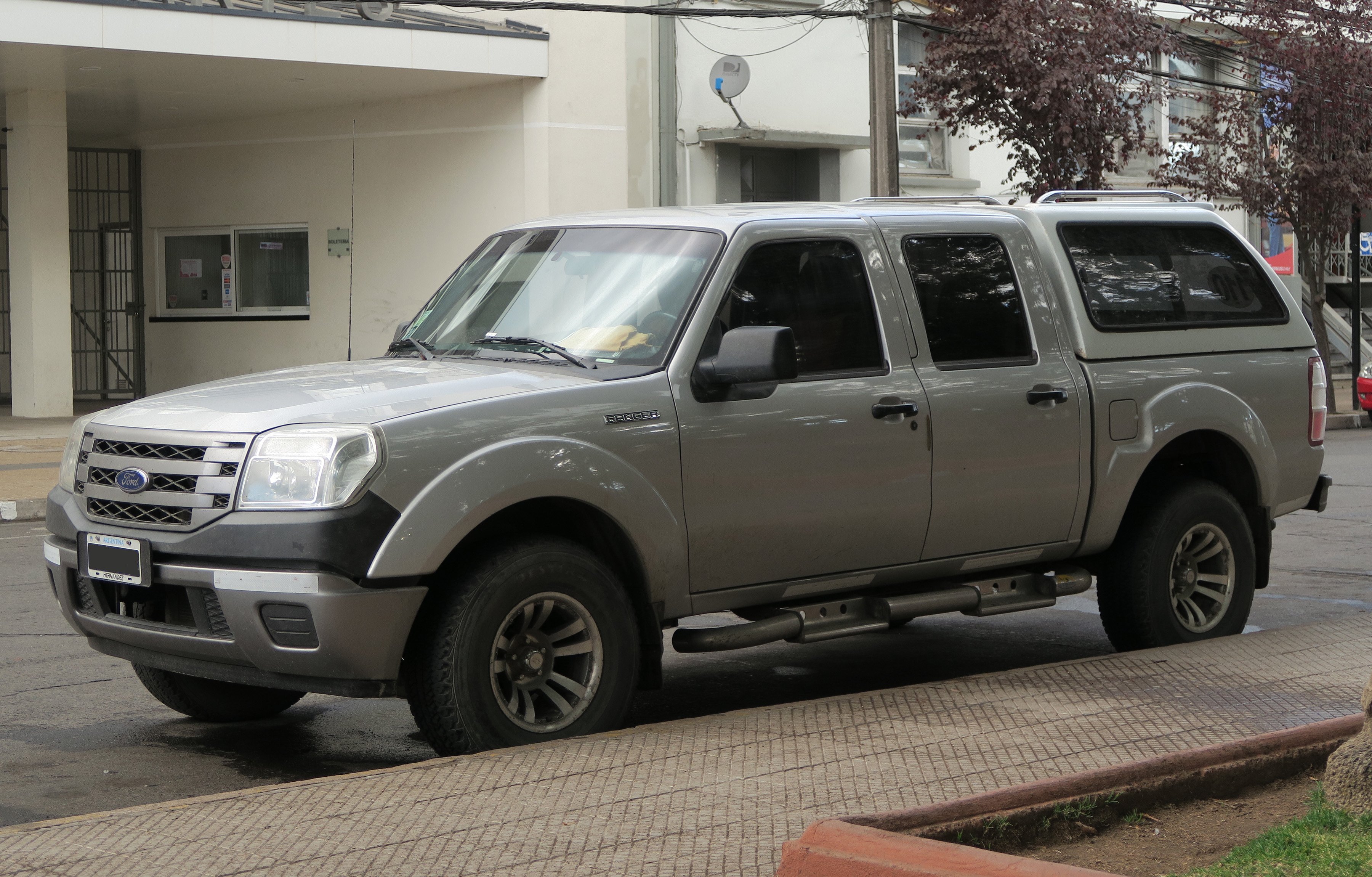
Ford Ranger IV XL

Ford Ranger IV został zaprezentowany po raz pierwszy w 2009 roku.
W 2009 roku południowoamerykański oddział Forda postanowił zakończyć produkcję drugiego wcielenia, które było identycznie z wariantem znanym z rynku m.in. Stanów Zjednoczonych i Kanady, i postanowił samodzielnie opracować nowego Rangera na podzespołach poprzednika. W ten sposób samochód zyskał zupełnie nowy wygląd zewnętrzny, z charakterystycznymi dużymi reflektorami, zaokrąglonymi proporcjami nadwozia i tylnymi lampami ze srebrnymi wkładami.
Poza opracowaną od podstaw nową karoserią i zmodernizowanymi jednostkami napędowymi, południowoamerykański Ranger zdradzał pokrewieństwo z poprzednikiem jedynie identycznym kokpitem – zmieniły się tutaj jedynie detale, zachowując taki sam projekt m.in. konsoli centralnej czy układu wskaźników. Produkcja trwała do 2012 roku, kiedy to Rangera zastąpił nowy, tym razem jednolity dla wszystkich globalnych rynków model.

### Silniki
- L4 2.3l Duratec
- L4 3.0l Power Stroke

## Piąta generacja

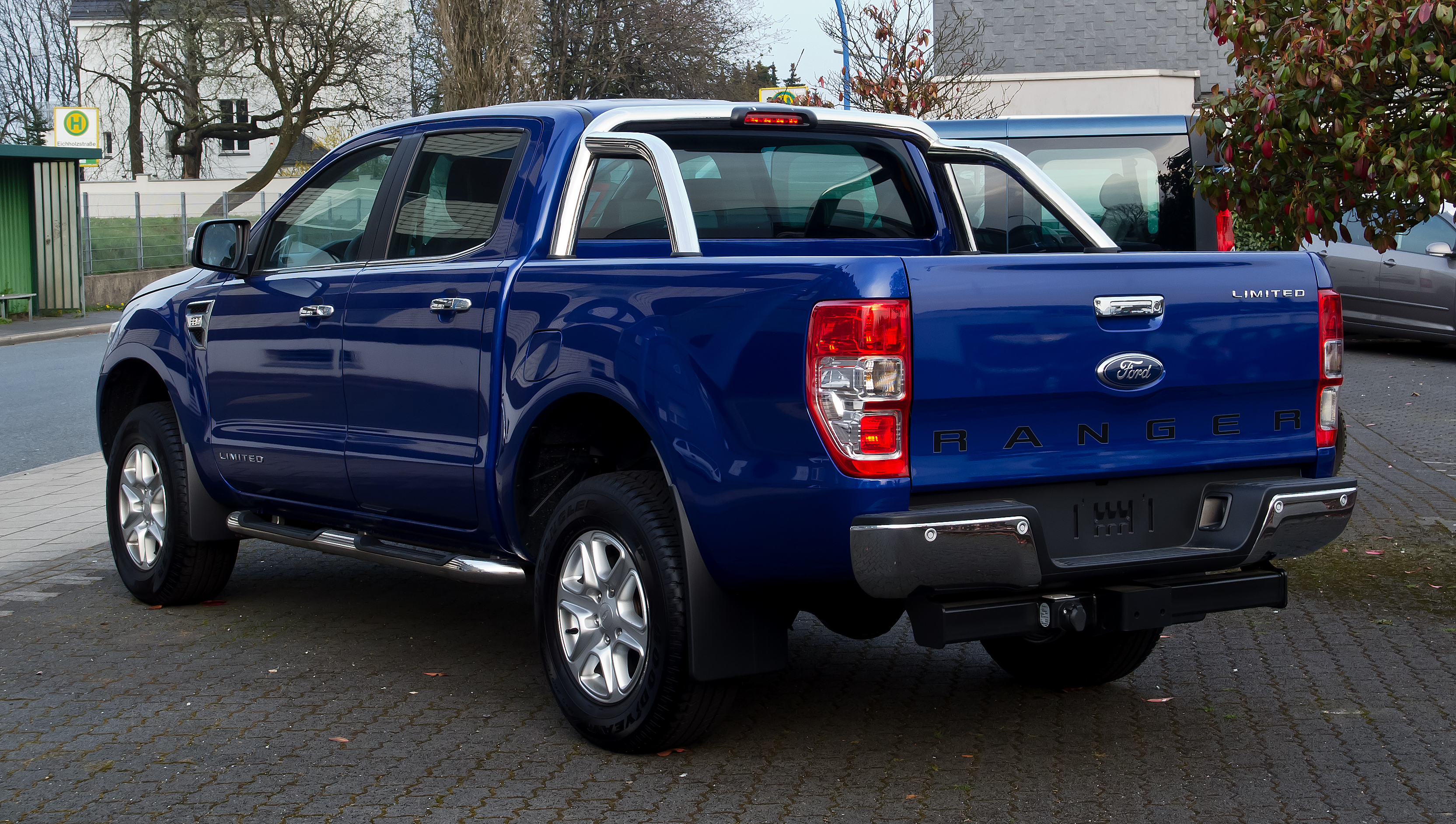
Ford Ranger V – tył

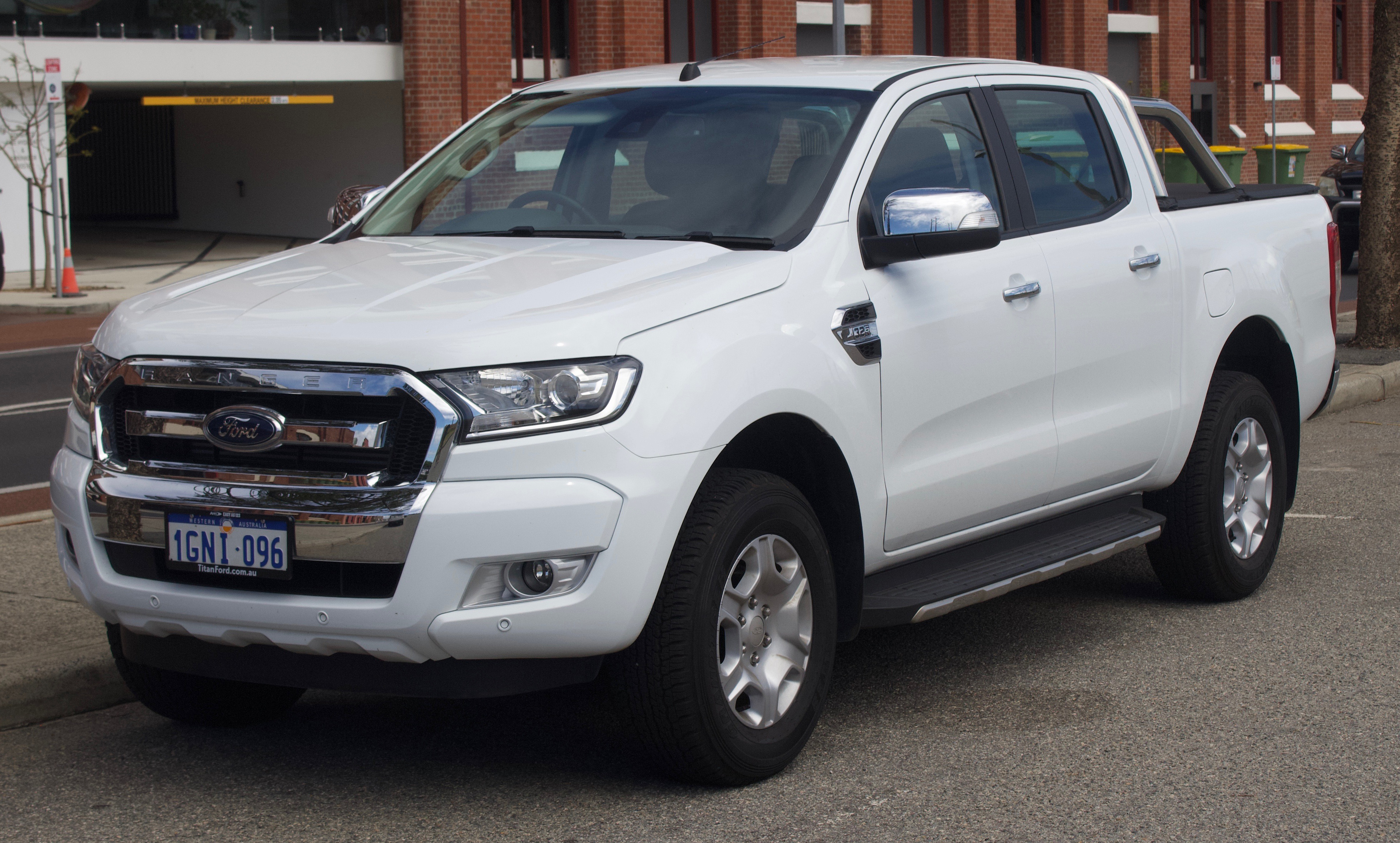
Ford Ranger V po liftingu

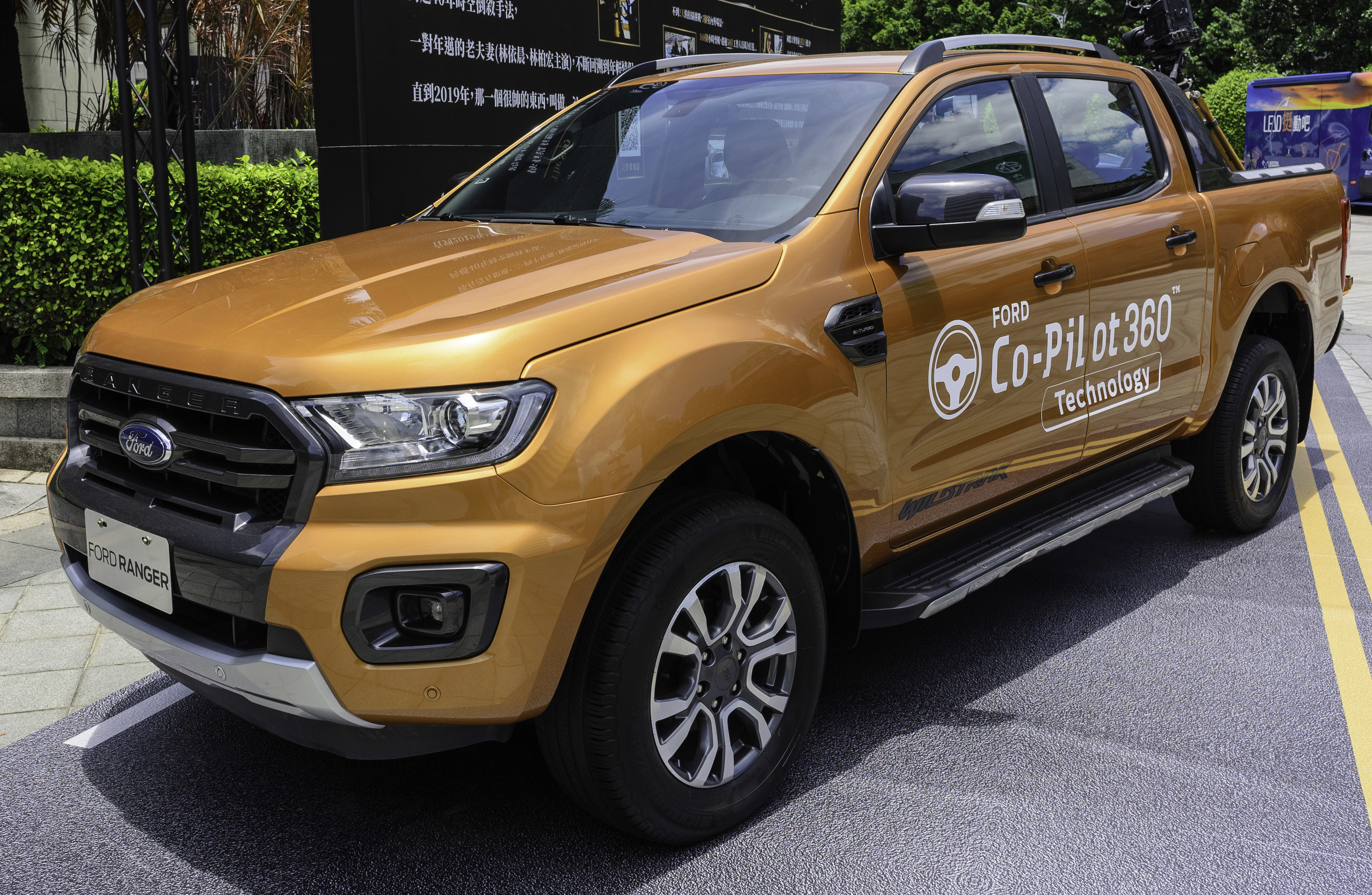
Ford Ranger V po drugim liftingu

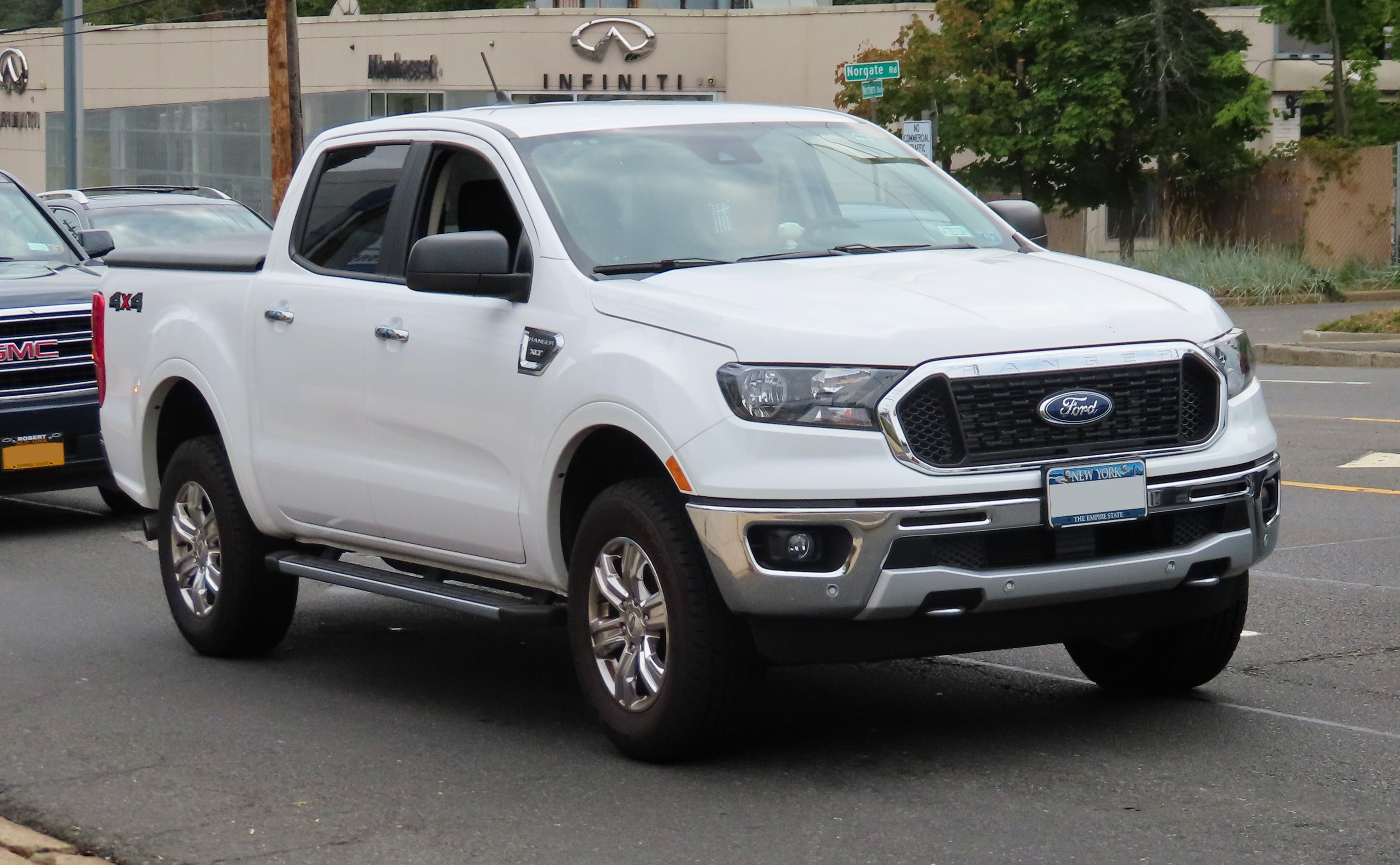
amerykański Ford Ranger V

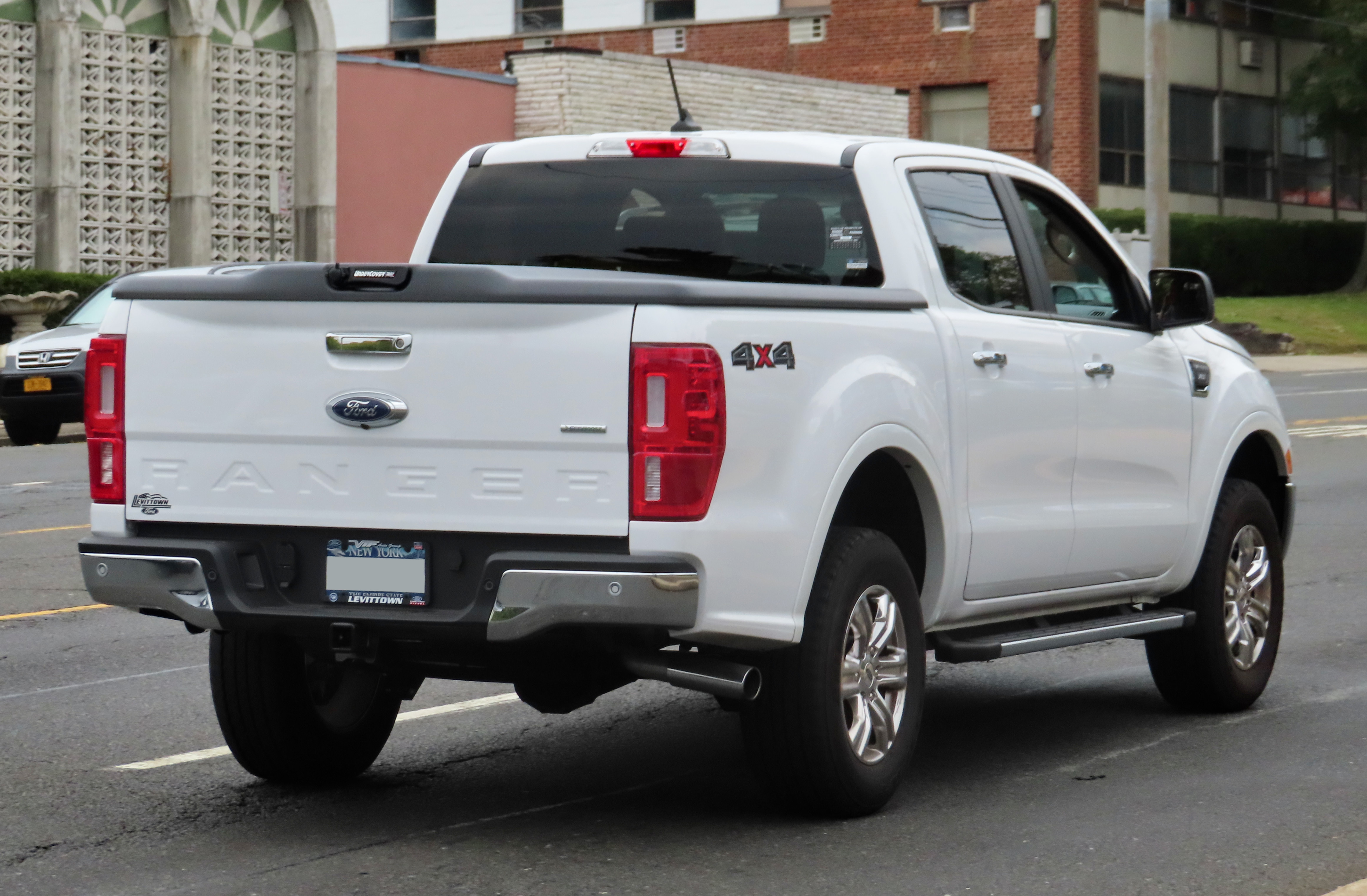
amerykański Ford Ranger V – tył

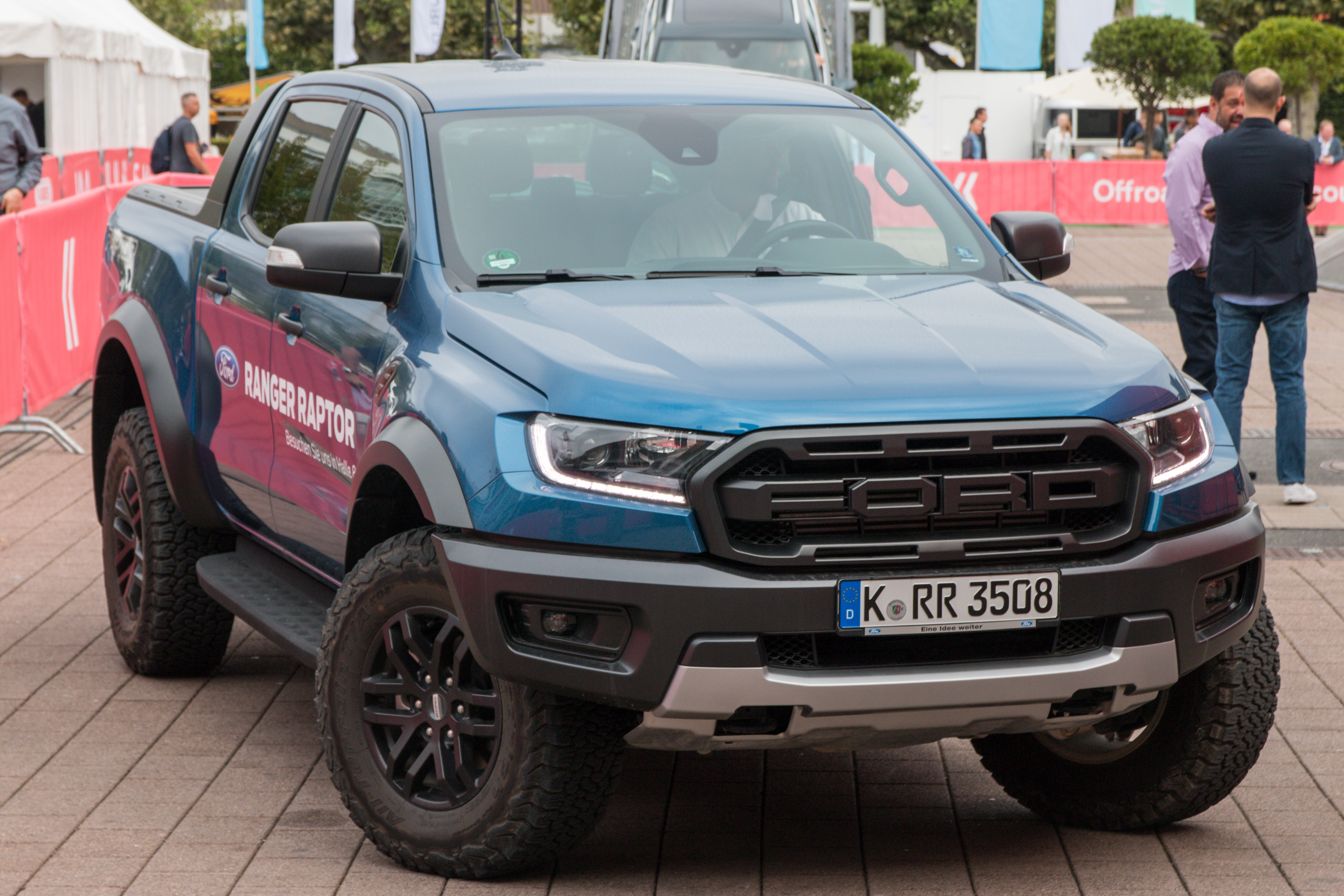
Ford Ranger V Raptor

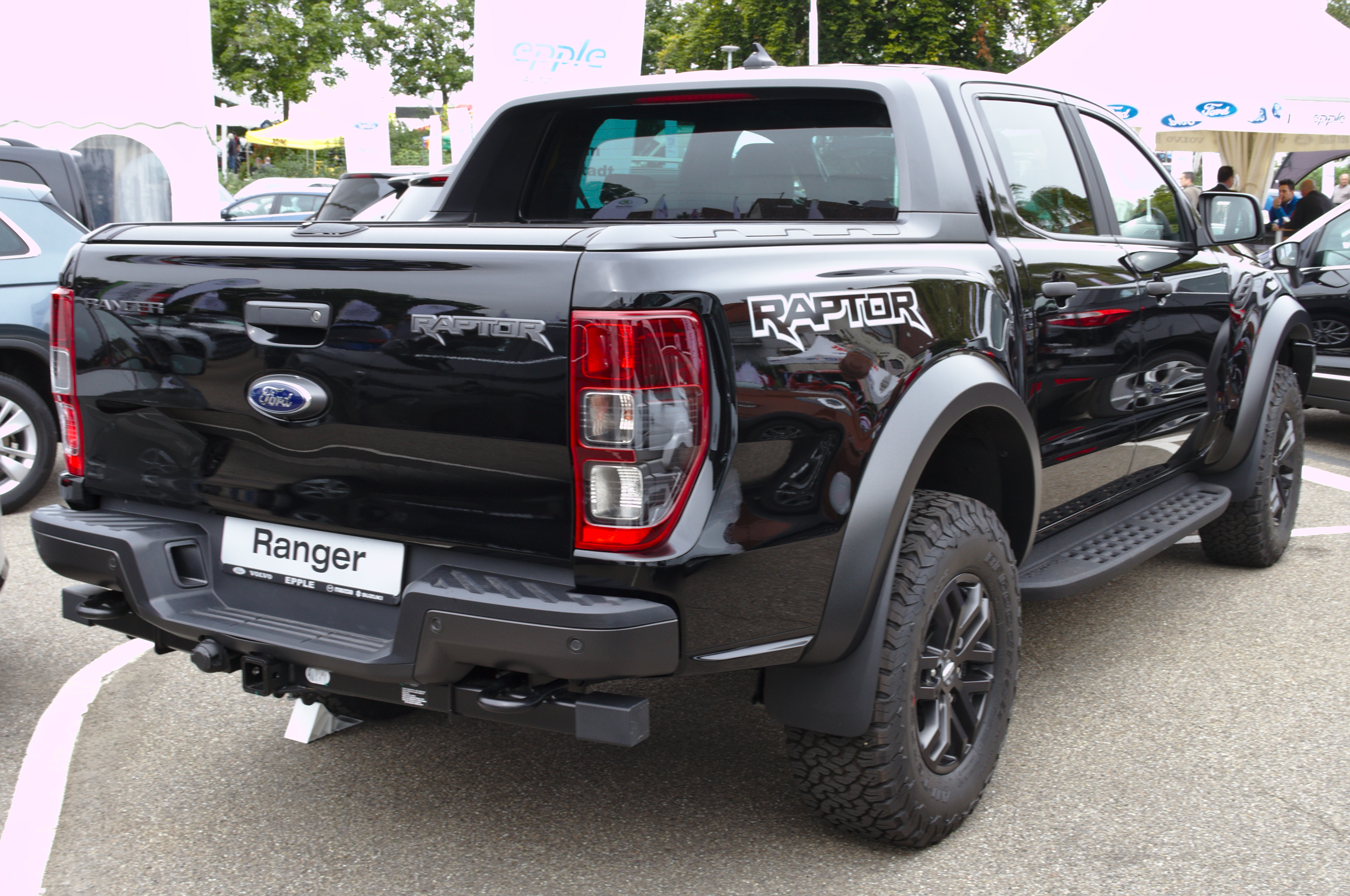
Ford Ranger V Raptor – tył

Ford Ranger V został zaprezentowany po raz pierwszy w 2010 roku.
Nowa generacja Rangera po raz pierwszy w historii tego modelu powstała jako model globalny, opracowany na nowej platformie koncernu Forda pod przewodnictwem australijskiego zespołu konstruktorów w centralni z Melbourne. Po raz kolejny, ale i ostatni w procesie konstrukcyjnym Forda Rangera brała udział także Mazda, która równolegle przedstawiła kolejną generację bliźniaczego BT-50.
Pod kątem wizualnym Ford Ranger nowej generacji odszedł od formuły poprzedników, zyskując znacznie masywniejszą sylwetkę charakteryzującą się wyżej poprowadzoną, zadartą ku górze linią okien, wyraźnie zarysowanymi nadkolami czy bogato zarysowanymi przetłoczeniami. Pas przedni zdominowała duża, chromowana atrapa chłodnicy, z kolei deska rozdzielcza utrzymana została w futurystycznym wzornictwie bliskim osobowym modelom Forda z przełomu pierwszej i drugiej dekady XXI wieku.
Układ napędowy Forda Rangera stał się przy nowej generacji znacznie bardziej zaawansowany. Wersje wyposażone w napęd na obie osie otrzymały elektroniczne systemy wspomagające m.in. asystenta ruszania ze wzniesienia i asystenta zjazdu ze wzniesienia.
Pojazd zdobył tytuł „Międzynarodowego Pickupa Roku 2013”. W 2020 roku Ministerstwo Obrony Narodowej zamówiło w drodze przetargu 173 egzemplarze Forda Rangera. Wybrana wersja to Ranger XLT z 2-litrowym silnikiem Diesla o mocy 170 KM. Samochody mają zostać dostarczone ministerstwu w latach 2020–2022.

### Ranger Raptor
W lutym 2018 roku, wzorem większego modelu F-150, Ford zdecydował się poszerzyć ofertę dostępnych wariantów Rangera o sportowo-wyczynową odmianę Ford Ranger Raptor. Samochód pod kątem wizualnym wyróżnił się większym prześwitem, oponami o grubszym, off-roadowym profilu, a także masywniejszymi nadkolami, zmodyfikowanymi zderzakami oraz charakterystyczną atrapą chłodnicy z dużym napisem Ford zamiast loga producenta.
Ranger Raptor napędził 2-litrowy silnik wysokoprężny EcoBlue z podwójnym turbodoładowaniem, rozwijając moc maksymalną 213 KM i 500 Nm momentu obrotowego. Ponadto, układ napędowy tworzy 10-biegowa automatyczna skrzynia biegów. W sierpniu 2018 roku miała miejsce oficjalna premiera na rynku europejskim, a sprzedaż ruszyła tam pod koniec tego samego roku.

### Restylizacje
W marcu 2015 roku Ford zaprezentował kompleksowo zmodernizowanego Rangera, która przyniosła obszerne zmiany na polu wyposażenia, stylistyki, jak i technologii. Pod kątem wizualnym najwięcej modyfikacji przeszedł pas przedni, gdzie pojawiły się węższe, bardziej zaokrąglone i wyżej osadzone reflektory płynnie połączone z większą atrapą chłodnicy o sześciokątnym kształcie tożsamym z nowszymi, osobowymi modelami Forda.
Modernizacja z 2015 roku objęła także kabinę pasażerską, gdzie zastosowano zupełnie nowy projekt deski rozdzielczej o bardziej minimalistycznym i kanciastym wzornictwie, z konsolą centralną zdominowaną przez dotykowy ekran obsługujący nowy system inforozrywki SYNC 2. Bogatsze stało się także wyposażenie standardowe, jak i opcjonalne – na liście opcji pojawiły się m.in. adaptacyjny tempomat i system ostrzegania przed niekontrolowaną zmianą pasa ruchu.
W styczniu 2019 roku Ford Ranger przeszedł drugą, tym razem mniej rozległą restylizację. Pod kątem wizualnym samochód zyskał przeprojektowaną atrapę chłodnicy, nowy układ oświetlenia LED, a także inny układ wlotów powietrza w zderzaku. Więcej zmian przyniosły aspekty techniczne – po raz pierwszy samochód wyposażono w opcjonalną 10-biegową automatyczną skrzynię biegów, a także bogatszy pakiet asystentów bezpieczeństwa wraz z nowym systemem multimedialnym SYNC 3.

### Sprzedaż
Ford Ranger piątej generacji zbudowany został jako samochód globalny, docelowo skierowany do nabywców w ponad 180 krajach z całego świata. Podobnie jak dotychczas, zapotrzebowanie na pickupa realizowane było przede wszystkim z trzech głównych zakładów produkcyjnych w Tajlandii, Południowej Afryce oraz Argentynie. Samochód wzbogacił także ofertę Forda w Europie, odnosząc tutaj sukces rynkowy przekraczający założenia producenta i stając się najpopularniejszym pickupem na tym rynku, odbierając pozycję dotychczasowego lidera Toyocie Hilux.
Po wycofaniu jesienią 2011 roku ze sprzedaży drugiej generacji Rangera na rynek obu Ameryk, nie zdecydowano się wówczas na opracowanie następcy z myślą o Ameryce Północnej. Tym samym, Ford nie miał na swoim rynku średniej wielkości pickupa przez kolejne 6 lat. W styczniu 2018 roku zdecydowano się jednakże wrócić do segmentu średniej wielkości pickupów w tym regionie, prezentując po raz pierwszy w historii model niemal identyczny z tym znanym z rynków światowych. Na potrzeby Stanów Zjednoczonych, Kanady i Meksyku dokonano jedynie kosmetyczne modyfikacje w stylistyce – pojawiły się przemodelowane zderzaki i inne wkłady tylnych lamp.
Produkcja dla regionu północnoamerykańskiego rozpoczęła się w zakładach w Wayne w drugiej połowie października 2018 roku.

### Wersje wyposażeniowe
- XL
- XLT
- Limited
- Wildtrak
- Raptor

### Silnik
Benzynowe
- R4 2.3 EcoBoost TURBO 270 KM
- R4 2.5 Duratec DOHC 164 KM

Wysokoprężne:
- R4 2.2 Duratorq TDCI 125 KM
- R4 2.2 Duratorq TDCI 150 KM
- R4 2.2 Duratorq TDCI 160 KM
- R4 2.0 EcoBlue TURBO 130 KM
- R4 2.0 EcoBlue TURBO 170 KM
- R4 2.0 EcoBlue TURBO 213 KM
- R5 3.2 Duratorq TDCI 200 KM

## Szósta generacja

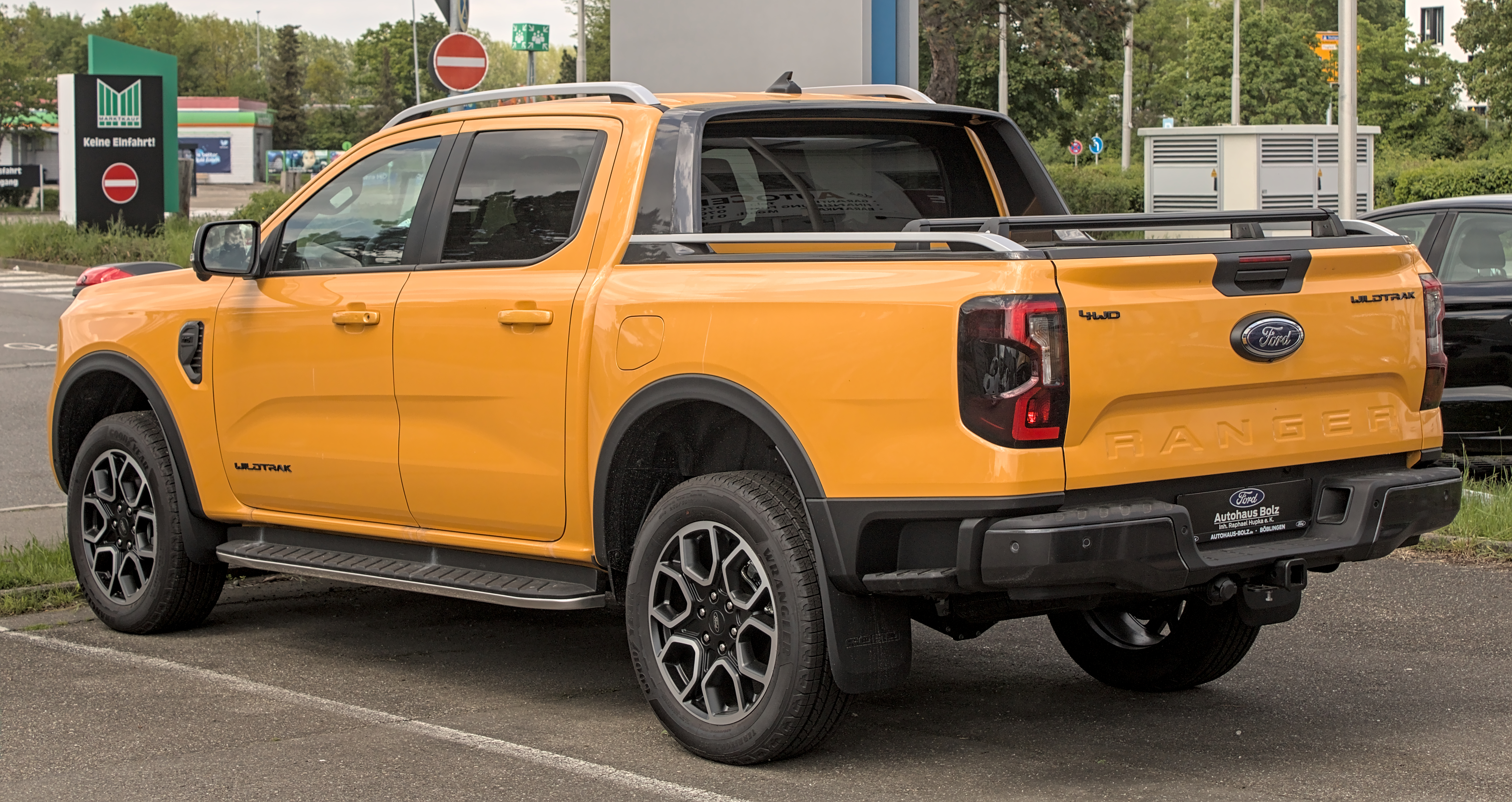
Ford Ranger VI Wildtrak - tył

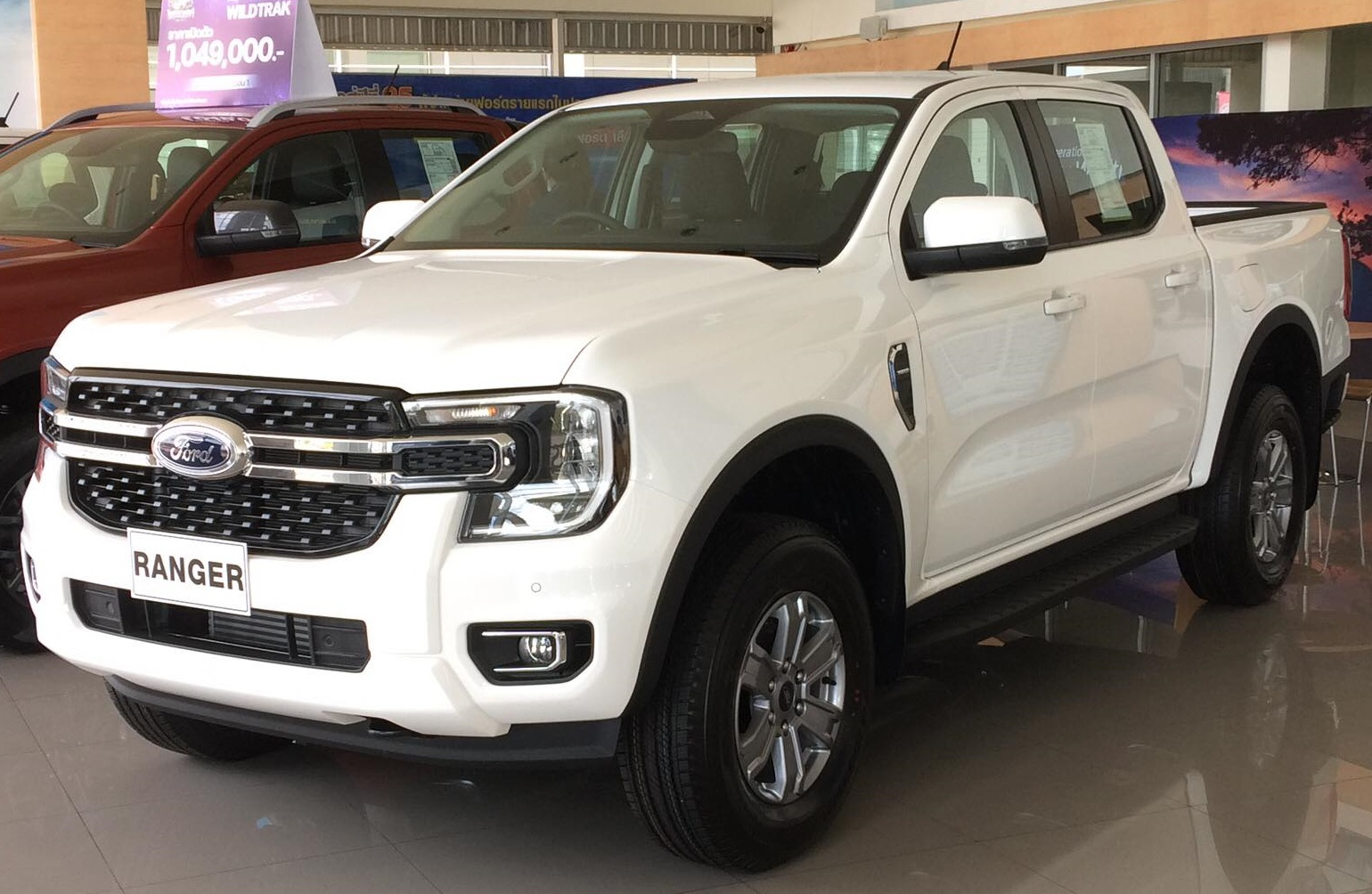
Ford Ranger VI XLT

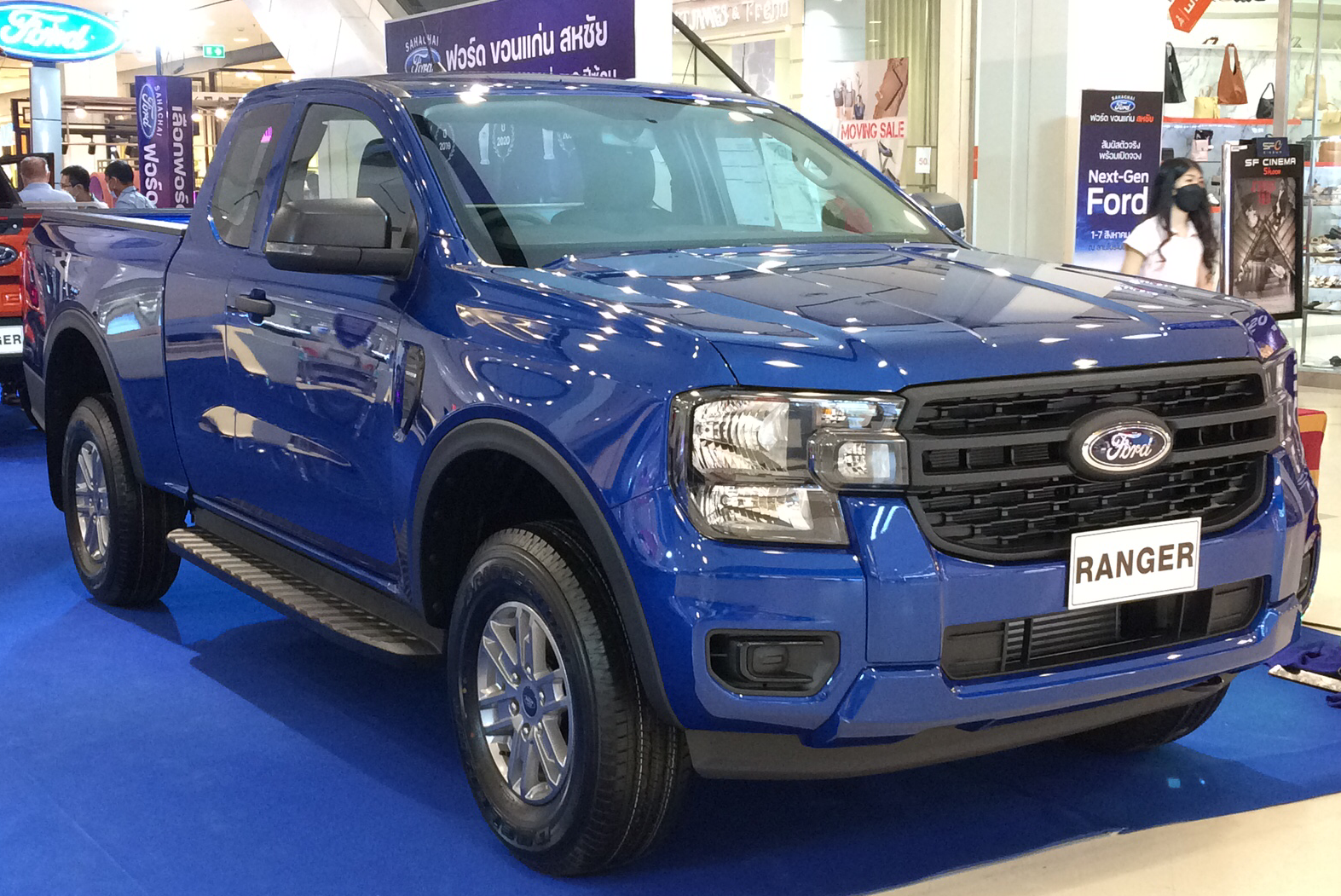
Ford Ranger VI XL+

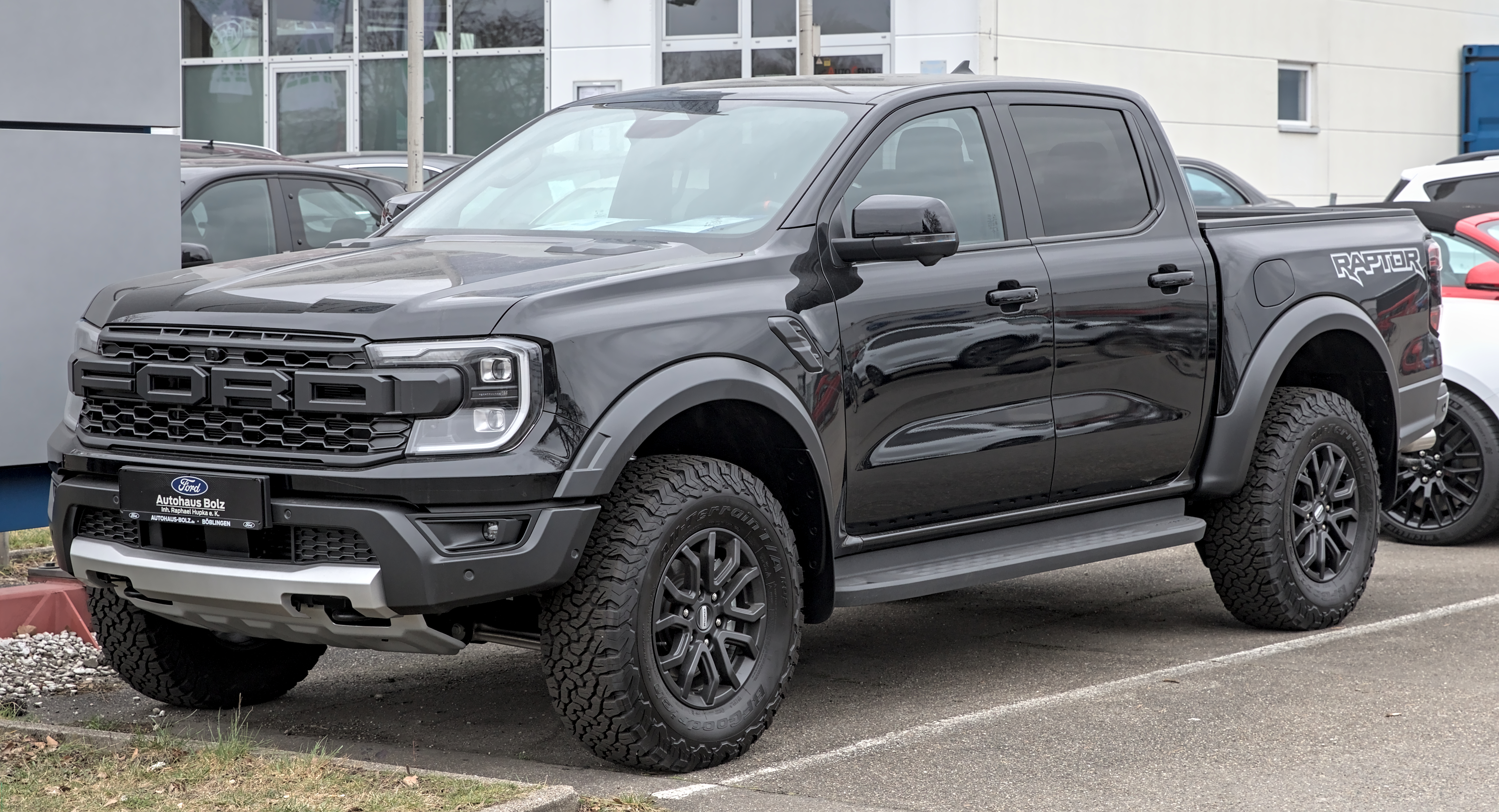
Ford Ranger VI Raptor

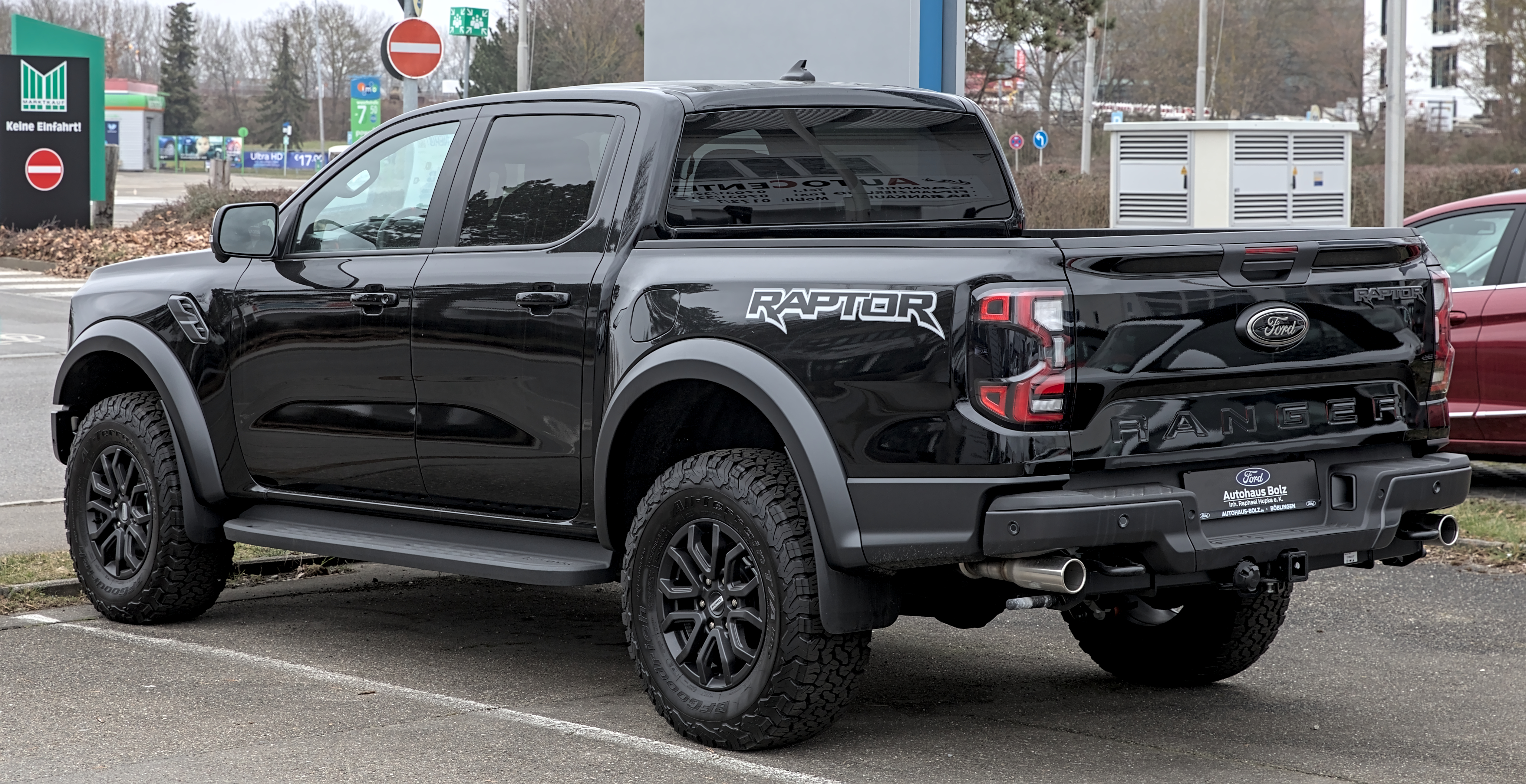
Ford Ranger VI Raptor - tył

Ford Ranger VI został zaprezentowany po raz pierwszy w 2021 roku.
Do prac konstrukcyjnych nad zupełnie nową generacją Forda Rangera ponownie przewodził australijski oddział koncernu, działając w kooperacji z centralami w Azji, Afryce, Stanach Zjednoczonych i Europie. Po raz pierwszy w procesie nie brała udziału japońska Mazda, której nowa generacja BT-50 została odrębnym modelem zbudowanym z Isuzu. W 2016 roku do projektu nowego Rangera zaangażował się za to niemiecki Volkswagen, decydując się na oparcie na nim drugiej generacji pickupa Amarok.
Kolejne wcielenie Forda Rangera zastąpiło najdłużej dotąd produkowane, obecne na rynku ponad 10 lat. W pierwszej kolejności zadebiutował model w specyfikacji na rynek australijski, debiutując w pełnej gamie wariantów wyposażeniowych. Pod kątem wizualnym samochód przeszedł ewolucyjny zakres modyfikacji, zyskując bardziej wyraziste przetłoczenia w stylu większego F-150, duży napis RANGER wytłoczony na klapie przedziału transportowego, a także masywny pas przedni zdobiony przez reflektory w kształcie litery C płynnie łączące się z poprzeczką atrapy chłodnicy – podobnie jak w mniejszym pickupie Maverick.
Znacznie obszerniejsze zmiany przeszła kabina pasażerska, gdzie Ford zastosował nową estetykę bliższą nowszym konstrukcjom. Masywny kokpit pokryty został opcjonalnie skórą, z kolei zdominowały go dwa wyświetlacze: opcjonalny ekran cyfrowych zegarów oraz obszerny, wertykalny ekran dotykowy łączący się z systemem inforozrywki nowej generacji SYNC 4 o przekątnej 10,1 lub 12 cali.

### Ranger Raptor
W lutym 2022 oficjalnie zaprezentowany został nowy Ranger w topowej, wyczynowej odmianie Raptor. Wzorem poprzedniej generacji, samochód przeszedł obszerne modyfikacje techniczne oraz wizualne. W stosunku do cywilnej wersji bez zmian zachowano jedynie drzwi, przeszklenie i oświetlenie, głęboko zmodyfikowano z kolei projekt pasa przedniego z dużym napisem "FORD" na osłonie chłodnicy. Producent zastosował także obszerniejsze nadkola, większy prześwit, a także dłuższe, szersze i wyższe nadwozie. Samochód wyposażono w specjalne, terenowe wysokorprofilowe ogumienie z 17-calowymi alufelgami.
Do napędu Rangera Raptor nowej generacji wykorzystany został podwójnie doładowany benzynowy silnik typu V6 o mocy 292 KM i 491 Nm maksymalnego momentu obrotowego. Samochód przenosi moc na obie osie za pomocą 10-stopniowej automatycznej skrzyni biegów, oferując także 7 trybów jazdy, w tym umożliwiający przenoszenie napędu tylko na tylną oś. Dodatkowo samochód dostępny jest także z silnikiem wysokoprężnym (diesel) Bi-turbo EcoBlue o pojemności 2 litrów (210 KM). Układ wydechowy wyposażono w system zaworów, oferując cztery tryby brzmienia silnika. Do wyczynowej jazdy po bezdrożach przystosowano specjalne, dedykowanej konstrukcji zawieszenie składające się z amortyzatorów FOX z wewnętrznym bypassem Live Valve. Producent wyposażył także Raptora w elektroniczne blokady przedniego oraz tylnego dyferencjału.

### Sprzedaż
Podobnie jak poprzednik, nowa generacja Forda Rangera zbudowana została z myślą o globalnych rynkach obejmujących zarówno Australię, Azję, Afrykę, jak i Amerykę Łacińską, Amerykę Północną oraz Europę. W pierwszej kolejności produkcja pojazdu rozpoczęła się w zakładach w Tajlandii w maju 2022 na potrzeby rynków Azji Południowo-Wschodniej, a także Australii i Nowej Zelandii. W listopadzie tego samego roku uruchomiono z kolei wytwarzanie Rangera w RPA z myślą o rynku lokalnym, a także eksporcie m.in. do Europy. W międzyczasie ruszył jeszcze montaż CKD w Wietnamie oraz Kambodży na lokalne potrzeby. W maju 2023 zaprezentowano Rangera w specyfikacji na rynki Ameryki Północnej, z lokalną produkcją w Wayne w amerykańskim stanie Michigan. We wrześniu tego samego roku podczas targów Chengdu Auto Show zaprezentowano z kolei chińską specyfikację, z myślą o której również uruchomiono lokalną produkcję w zakładach Ford-JMC w Nanchang.

### Silniki
Benzynowe:
- R4 2.3 EcoBoost Turbo 271 KM
- V6 2.7 EcoBoost TwinTurbo 315 KM
- V6 3.0 EcoBoost TwinTurbo 292 KM (Raptor EU)
- V6 3.0 EcoBoost TwinTurbo 392 KM (Raptor AU)
- V6 3.0 EcoBoost TwinTurbo 405 KM (Raptor US)

Wysokoprężne:
- R4 2.0 EcoBlue Turbo 170 KM
- R4 2.0 EcoBlue BiTurbo 205 KM
- R4 2.0 EcoBlue BiTurbo 210 KM
- V6 3.0 PowerStroke Turbo 240 KM
- Hybrydowe:
- R4 2.3 EcoBoost Turbo PHEV 279 KM